# Lijst van landen in 1777
Hieronder volgt een lijst van landen van de wereld in 1777.

## Uitleg
- Onder het kopje Onafhankelijke landen zijn de landen in de wereld opgelijst die in 1777 onafhankelijk waren.
- Alle de facto onafhankelijke staten die niet, of slechts in zeer beperkte mate, door andere landen werden erkend, zijn weergegeven onder het kopje Niet algemeen erkende landen.
- De afhankelijke gebieden, dat wil zeggen gebieden die niet worden gezien als een integraal onderdeel van de staat waar ze afhankelijk van zijn, zoals vazalstaten, protectoraten en kolonies, zijn weergegeven onder het kopje Niet-onafhankelijke gebieden.
- De in grote mate onafhankelijke rijksvrije gebieden (hertogdommen, graafschappen, heerlijkheden, rijkssteden, prinsbisdommen, etc.) die lagen binnen de grenzen van het Heilige Roomse Rijk zijn apart opgelijst onder het kopje Staten binnen het Heilige Roomse Rijk.
- De kantons, halfkantons en Zugewandte Orte van het Zwitserse Eedgenootschap zijn vermeld onder het kopje Kantons en Zugewandte Orte van het Zwitserse Eedgenootschap.
- De belangrijkste dynastieën binnen de Marathaconfederatie staan vermeld onder het kopje Dynastieën binnen de Marathaconfederatie en de in grote mate onafhankelijke onderdelen van het Mogolrijk zijn weergegeven onder het kopje Staten binnen het Mogolrijk.
- De zelfstandige koninkrijken van het Koninkrijk Bali zijn weergegeven onder het kopje Balinese koninkrijken.
- Bezette gebieden zijn niet op deze pagina weergegeven.

## Staatkundige veranderingen in 1777
- 15 januari: de Republiek Nieuw-Connecticut (Vermont) verklaart zich onafhankelijk van Groot-Brittannië. Voorheen stond het gebied bekend als de New Hampshire Grants, een gebied dat officieel behoorde bij New York, maar ook geclaimd werd door New Hampshire.
- 22 maart: het Graafschap Oldenburg wordt het Hertogdom Oldenburg.
- 21 april: het Kanaat van de Krim wordt een vazal van Rusland.
- 8 mei: einde van de Britse kolonie Georgia.
- 2 juni: de Republiek Nieuw-Connecticut wordt de Republiek Vermont.
- 30 december: personele unie tussen het Keurvorstendom Beieren en het Paltsgraafschap aan de Rijn. Gezamenlijk stonden deze gebieden bekend als Palts-Beieren.
- Stichting van de Republiek Lanfang.
- Bulungan wordt een sultanaat en vazal van Berau.

## Onafhankelijke landen

### A
| Korte landsnaam (Nederlands) | Lange landsnaam (Nederlands)                                    | Korte landsnaam (oorspronkeflijke taal/talen) |
| ---------------------------- | --------------------------------------------------------------- | --------------------------------------------- |
| Aboh                         | Koninkrijk Aboh                                                 | Yoruba: Obodo Eze                             |
| Abu Dhabi                    | Emiraat Abu Dhabi                                               | Arabisch: Abū Ẓabī / أبوظبي                   |
| Adrar                        | Emiraat Adrar                                                   | Arabisch: Adrar / ولاية آدرار                 |
| Afghanistan                  | Emiraat Afghanistan (ook wel: Kabulistan / Rijk der Durraniden) | Dari en Pasjtoe: Afġānistān / افغانستان       |
| Agadez                       | Sultanaat Agadez (ook wel: Sultanaat Aïr)                       | Arabisch: Toeareg:                            |
| Ahom                         | Koninkrijk Ahom (ook wel: Koninkrijk Assam)                     | Assamees: আহোম ৰাজ্য                             |
| Ajman                        | Emiraat Ajman                                                   | Arabisch: ʿAǧmān / عجمان                      |
| Akure                        | Koninkrijk Akure                                                | Yoruba: Ankure                                |
| Akyem                        | Confederatie van Akyem-staten                                   | Twi: Akyem                                    |
| Alo                          | Koninkrijk Alo (ook wel: Koninkrijk Tu'a of Koninkrijk Futuna)  | Futunisch: Tu'a                               |
| Amarro                       | Koninkrijk Amarro (ook wel: Amaro)                              | Sidamo: Amarro                                |
| Ambohidratrimo               | Koninkrijk Ambohidratrimo                                       |                                               |
| Andorra                      | Vorstendom Andorra                                              | Catalaans, Frans en Spaans: Andorra           |
| Anrindrano                   | Koninkrijk Anrindrano / Vohibato                                |                                               |
| Angoche                      | Sultanaat Angoche                                               | Ekoti: Angoche                                |
| Ankole                       | Koninkrijk Ankole (ook wel: Nkore)                              | Nkore: Nkore                                  |
| Anziku                       | Koninkrijk Anziku (ook wel: Teke / Tio / Tyo)                   |                                               |
| Arakkal                      | Koninkrijk Arakkal (ook wel: Koninkrijk Cannanore)              |                                               |
| Arcot                        | Arcot (ook wel: Sultanaat Carnatic)                             | Tamil: Āṟkāṭu /ஆற்காடு                           |
| Aro                          | Confederatie van de Aro                                         | Igbo: Omu Aro                                 |
| Ashanti                      | Koninkrijk Ashanti                                              | Akan: Asanteman                               |
| Atjeh                        | Sultanaat Atjeh                                                 | Atjehs: Acèh                                  |
| Aulla-Podenzana              | Markizaat Aulla-Podenzana                                       | Italiaans: Aulla-Podenzana                    |
| Avar                         | Kanaat Avar                                                     |                                               |
| Awsa                         | Afar Sultanaat Awsa                                             | Afar: Awsa                                    |

### B
| Korte landsnaam (Nederlands) | Lange landsnaam (Nederlands)                         | Korte landsnaam (oorspronkelijke taal/talen) |
| ---------------------------- | ---------------------------------------------------- | -------------------------------------------- |
| Baguirmi                     | Sultanaat Baguirmi                                   | Baguirmi: Baguirmi                           |
| Bailundo                     | Koninkrijk Bailundo (ook wel: Mbailundu)             | Umbundu: Mbailundu                           |
| Bali                         | Koninkrijk Bali                                      | Balinees: Bali                               |
| Baltistan                    | Baltistan                                            | Balti: Baltiyul / བལྟིསྟན / بلتیول              |
| Bambao                       | Sultanaat Bambao                                     | Comorees: Bambao                             |
| Bambara                      | Rijk van de Bambara (ook wel: Bamana / Ségou / Segu) | Bambara:                                     |
| Bamum                        | Koninkrijk Bamum (ook wel: Bamoun)                   | Mbum: Bamum                                  |
| Banana Islands               | Banana Islands                                       | Engels: Banana Islands                       |
| Bani Khalid                  | Bani Khalid                                          | Arabisch: Bani Khalid / بني خالد             |
| Banjar                       | Sultanaat Banjar                                     | Bandjarees: Banjar                           |
| Baol                         | Koninkrijk Baol                                      | Serer: Bawol                                 |
| Bara                         | Koninkrijk Bara                                      | Malagassisch: Bara                           |
| Barotseland                  | Koninkrijk Barotseland                               | Lozi: Bulozi                                 |
| Barra                        | Barra                                                | Mandinka: Niumi                              |
| Benin                        | Koninkrijk Benin                                     | Edo: Edo                                     |
| Bhutan                       | Bhutan                                               | Dzongkha: Druk Yul / འབྲུག་ཡུལ་                 |
| Bidache                      | Vorstendom Bidache                                   | Frans: Bidache                               |
| Biram                        | Biram                                                | Biram                                        |
| Birma                        | Koninkrijk Birma (Konbaung-dynastie)                 | Birmaans:                                    |
| Biu                          | Koninkrijk Biu                                       | Bura-Pabir: Biu                              |
| Boechara                     | Kanaat Boechara (ook wel: Bukhara / Buchara)         | Oezbeeks: Buxoro Tadzjieks: Buxoro / Бухоро  |
| Boeganda                     | Koninkrijk Boeganda                                  | Luganda: Buganda                             |
| Boina                        | Koninkrijk Boina                                     | Malagassisch: Boina                          |
| Bondu                        | Bondu                                                | Fula: Bundu Mandinka:                        |
| Bone                         | Bone (ook wel: Boni)                                 | Boeginees:                                   |
| Bono                         | Koninkrijk Bono                                      | Abron: Bonoman                               |
| Bora Bora                    | Koninkrijk Bora Bora                                 | Tahitiaans: Porapora                         |
| Bornu                        | Koninkrijk Bornu                                     | Kanuri: Bornu                                |
| Brakna                       | Emiraat Brakna                                       | Arabisch: Brakna / ولاية البراكنة            |
| Brunei                       | Staat Brunei                                         | Maleis: Brunei Darussalam / دارالسلام        |
| Bulungan (tot 1777)          | Bulungan                                             | Maleis: Bulungan / بولوڠن                    |
| Bunyoro-Kitara               | Koninkrijk Bunyoro-Kitara                            | Nyoro: Bunyoro-Kitara                        |
| Burundi                      | Koninkrijk Burundi                                   | Kirundi: Burundi                             |
| Busoga                       | Koninkrijk Busoga                                    | Lusoga: Busoga                               |
| Buton                        | Sultanaat Buton (ook wel: Butung)                    | Cia-Cia: Moronene: Wolio:                    |

### C
| Korte landsnaam (Nederlands) | Lange landsnaam (Nederlands)                               | Korte landsnaam (oorspronkelijke taal/talen)          |
| ---------------------------- | ---------------------------------------------------------- | ----------------------------------------------------- |
| Carpegna                     | Graafschap Carpegna                                        | Italiaans: Carpegna                                   |
| Cayor                        | Koninkrijk Cayor                                           | Wolof: Kayor                                          |
| Chamba                       | Chamba                                                     | Chambeali:                                            |
| Champasak                    | Koninkrijk Champasak                                       | Laotiaans: ຈໍາປາສັກ                                     |
| Chaubisi Rajya               | Chaubisi Rajya (ook wel: Chaubise Rajya / Chaubisye Rajya) | Nepalees:                                             |
| China                        | Keizerrijk van de Grote Qing                               | Mandarijn: Zhongguo / 中國 Mantsjoe: Dulimbai Gurun / |
| Chitral                      | Chitral                                                    | Khowar: Chitral                                       |
| Chorasmië                    | Kanaat Chorasmië (ook wel: Xiva / Khiva)                   | Oezbeeks: Xorazm / خورەزم Perzisch: Xwârazm / خوارزم  |
| Cospaia                      | Republiek Cospaia                                          | Italiaans: Cospaia                                    |

### D
| Korte landsnaam (Nederlands) | Lange landsnaam (Nederlands)               | Korte landsnaam (oorspronkelijke taal/talen) |
| ---------------------------- | ------------------------------------------ | -------------------------------------------- |
| Dahomey                      | Koninkrijk Dahomey                         | Fon: Danhome                                 |
| Damagaram                    | Sultanaat Damagaram                        | Hausa: Damagaram                             |
| Daniski                      | Daniski                                    | Bole: Daniski                                |
| Darfur                       | Sultanaat Darfur                           | Fur: Darfur                                  |
| Darvaz                       | Darvaz (ook wel: Darwaz / Darvoz / Darwoz) | Perzisch: Darvāz / درواز                     |
| Dassa                        | Koninkrijk Dassa                           | Yoruba: Dassa                                |
| Daura                        | Emiraat Daura                              | Hausa: Daura                                 |
| Dauro                        | Koninkrijk Dauro                           | Kaffa: Dauro                                 |
| Denemarken-Noorwegen         | Koninkrijk Denemarken en Noorwegen         | Deens en Noors: Danmark–Norge                |
| Dendi                        | Koninkrijk Dendi                           | Songhai: Dendi                               |
| Dosso                        | Koninkrijk Dosso                           | Zarma: Doso                                  |
| Dutse                        | Koninkrijk Dutse                           |                                              |

### E
| Korte landsnaam (Nederlands) | Lange landsnaam (Nederlands)                        | Korte landsnaam (oorspronkelijke taal/talen) |
| ---------------------------- | --------------------------------------------------- | -------------------------------------------- |
| Ethiopië                     | Keizerrijk Ethiopië (ook wel: Keizerrijk Abessinië) | Amhaars: ኢትዮጵያ / ʾĪtyōppyā                   |

### F
| Korte landsnaam (Nederlands) | Lange landsnaam (Nederlands)                       | Korte landsnaam (oorspronkelijke taal/talen) |
| ---------------------------- | -------------------------------------------------- | -------------------------------------------- |
| Fezzan                       | Sultanaat Fezzan                                   |                                              |
| Fisakana                     | Koninkrijk Fisakana                                |                                              |
| Fosdinovo                    | Markizaat Fosdinovo                                | Italiaans: Fosdinovo                         |
| Fouta Djallon                | Koninkrijk Fouta Djallon (ook wel: Almamaat Timbo) | Fula: Fuuta Jallon                           |
| Fouta Toro                   | Koninkrijk Fouta Toro                              | Fula: Fuuta Tooro                            |
| Frankrijk                    | Koninkrijk Frankrijk                               | Frans: France                                |

### G
| Korte landsnaam (Nederlands) | Lange landsnaam (Nederlands)                | Korte landsnaam (oorspronkelijke taal/talen) |
| ---------------------------- | ------------------------------------------- | -------------------------------------------- |
| Garhwal                      | Garhwal                                     | Garhwali: गढ़वाल रियासत                          |
| Garo                         | Koninkrijk Garo (ook wel: Koninkrijk Bosha) | Sidama: Garo                                 |
| Geledi                       | Sultanaat Geledi                            | Arabisch: غوبرون Somalisch: Geledi           |
| Genua                        | Meest Serene Republiek Genua                | Italiaans: Genova Ligurisch: Zêna            |
| Gimirra                      | Koninkrijk Gimirra                          | Yemsa: Gimirra                               |
| Gliji                        | Gliji (ook wel: Genyigba)                   | Gen:                                         |
| Gobir                        | Gobir                                       | Hausa: Gobir                                 |
| Grand-Bassam                 | Koninkrijk Grand-Bassam                     | Moossou                                      |
| Groot-Brittannië             | Koninkrijk Groot-Brittannië                 | Engels: Great Britain                        |
| Gumel                        | Emiraat Gumel                               | Hausa: Gumel                                 |
| Gumma                        | Koninkrijk Gumma                            | Afaan Oromo: Gumma                           |

### H
| Korte landsnaam (Nederlands) | Lange landsnaam (Nederlands)                            | Korte landsnaam (oorspronkelijke taal/talen)                    |
| ---------------------------- | ------------------------------------------------------- | --------------------------------------------------------------- |
| Habr Yunis                   | Sultanaat Habr Yunis                                    | Arabisch: هبر يونس Somalisch: Habar Yoonis                      |
| Hamahame                     | Sultanaat Hamahame                                      | Comorees: Hamahame                                              |
| Hamamvu                      | Sultanaat Hamamvu                                       | Comorees: Hamamvu                                               |
| Hambu                        | Sultanaat Hambu                                         | Comorees: Hambu                                                 |
| Harar                        | Emiraat Harar                                           | Ge'ez: Harar / ሐረር                                              |
| Hawaï                        | Hawaï                                                   | Hawaïaans: Hawai'i                                              |
| Hawwara                      | Hawwara (ook wel: Huwwara / Howwara / Hewwara / Houara) | Arabisch: الهوارة Berbers: Ihuwwaren                            |
| Heilige Roomse Rijk          | Heilige Roomse Rijk der Duitse Natie                    | Duits: Heiliges Römisches Reich Latijn: Sacrum Romanum Imperium |
| Huahine                      | Koninkrijk Huahine                                      | Tahitiaans: Huahine                                             |
| Huambo                       | Koninkrijk Huambo (ook wel: Wambu)                      | Umbundu: Wambu                                                  |

### I
| Korte landsnaam (Nederlands) | Lange landsnaam (Nederlands)                                             | Korte landsnaam (oorspronkelijke taal/talen) |
| ---------------------------- | ------------------------------------------------------------------------ | -------------------------------------------- |
| Idoani                       | Confederatie Idoani                                                      | Yoruba: Idoani                               |
| Igala                        | Koninkrijk Igala (ook wel: Koninkrijk Idah)                              | Igala: Igala                                 |
| Igara                        | Koninkrijk Igara                                                         | Hororo: Igara                                |
| Igbirra                      | Igbirra (ook wel: Ebira)                                                 | Igbirra: Igbirra                             |
| Ijebu                        | Koninkrijk Ijebu (ook wel: Koninkrijk Jebu)                              | Yoruba: Ijebu                                |
| Ilé-Ifè                      | Koninkrijk Ilé-Ifè                                                       | Yoruba: Ilé—Ifẹ̀                              |
| Imerina                      | Koninkrijk Imerina (ook wel: Koninkrijk Merina / Koninkrijk Ambohimanga) | Plateaumalagasi: Imerina                     |
| Isandra                      | Koninkrijk Isandra                                                       |                                              |
| Isedo                        | Koninkrijk Isedo                                                         | Yoruba: Ìsẹ̀dó                                |
| Itsandra                     | Sultanaat Itsandra                                                       | Comorees: Itsandra                           |
| Iwo                          | Koninkrijk Iwo                                                           | Yoruba: Iwo                                  |

### J
| Korte landsnaam (Nederlands) | Lange landsnaam (Nederlands)                    | Korte landsnaam (oorspronkelijke taal/talen) |
| ---------------------------- | ----------------------------------------------- | -------------------------------------------- |
| Jaintia                      | Koninkrijk Jaintia                              | Pnar:                                        |
| Jambi                        | Sultanaat Jambi                                 | Jambimaleis: Jambi                           |
| Janjira                      | Janjira                                         |                                              |
| Japan                        | Tokugawa-shogunaat                              | Japans: Nippon / 日本                        |
| Johor                        | Sultanaat Johor (ook wel: Sultanaat Johor-Riau) | Johormaleis: Johor                           |
| Jolof                        | Koninkrijk Jolof                                | Wolof: Jolof                                 |
| Joseon                       | Koninkrijk Groot Joseon                         | Koreaans: Chosŏn / 대조선국                  |

### K
| Korte landsnaam (Nederlands) | Lange landsnaam (Nederlands)                                     | Korte landsnaam (oorspronkelijke taal/talen)                 |
| ---------------------------- | ---------------------------------------------------------------- | ------------------------------------------------------------ |
| Kaabu                        | Koninkrijk Kaabu (ook wel: Gabu / Ngabou / N’Gabu)               | Madninka: Kaabu                                              |
| Kaarta                       | Koninkrijk Kaarta                                                | Bambara: Kaarta                                              |
| Kabasarana                   | Kabasarana                                                       |                                                              |
| Kachari                      | Koninkrijk Kachari (ook wel: Koninkrijk Dimasa)                  | Assamees: কছাৰী ৰাজ্য                                            |
| Kaffa                        | Koninkrijk Kaffa                                                 | Kaffa: Kaffa                                                 |
| Kajara                       | Koninkrijk Kajara                                                | Kajara                                                       |
| Kalabari                     | Koninkrijk Kalabari                                              | Kalabari: Kalabari                                           |
| Kandy                        | Koninkrijk Kandy                                                 | Singalees: සිංහලේ රාජධානිය Tamil:                                  |
| Kano                         | Kano                                                             | Hausa: Kano                                                  |
| Karagwe                      | Koninkrijk Karagwe                                               | Nyambo: Karagwe                                              |
| Kasanje                      | Koninkrijk Kasanje (ook wel: Koninkrijk Jaga)                    | Kasanzi                                                      |
| Katsina                      | Katsina                                                          | Hausa: Katsina                                               |
| Kazembe                      | Koninkrijk Kazembe                                               | Bemba: Kazembe                                               |
| Kebbi                        | Emiraat Kebbi (ook wel: Emiraat Argungu)                         | Hausa: Kebbi                                                 |
| Kelantan                     | Kelantan                                                         |                                                              |
| Kénédougou                   | Koninkrijk Kénédougou                                            | Maninka: Kenedugu                                            |
| Kerkelijke Staat             | Kerkelijke Staat (ook wel: Staat van de Kerk / Pauselijke Staat) | Italiaans: Stato Pontificio Latijn: Status Pontificius       |
| Ketu                         | Ketu (ook wel: Ketou)                                            | Yoruba: Ketu                                                 |
| Khasso                       | Koninkrijk Khasso                                                | Fula: Xaaso                                                  |
| Kilwa                        | Sultanaat Kilwa                                                  | Swahili: Kilwa                                               |
| Kitangonya                   | Sjeikdom Kitangonya                                              | Kitangonya                                                   |
| Kodagu                       | Koninkrijk Kodagu (ook wel: Coorg)                               | Kannada: Koḍagu / ಕೊಡಗು                                        |
| Kombo                        | Koninkrijk Kombo                                                 |                                                              |
| Kong                         | Koninkrijk Kong (ook wel: Wattara / Ouattara)                    | Dioula: Kong                                                 |
| Kongo                        | Koninkrijk Kongo                                                 | Kikongo: Kongo                                               |
| Konta                        | Koninkrijk Konta                                                 | Kaffa: Konta                                                 |
| Kooki                        | Koninkrijk Kooki                                                 | Kooki                                                        |
| Kordofan                     | Sultanaat Kordofan                                               |                                                              |
| Koya Temne                   | Koninkrijk Koya Temne                                            | Temne: Koya-Temne                                            |
| Kuba                         | Koninkrijk Kuba (ook wel: Koninkrijk Bushongo)                   |                                                              |
| Kubu                         | Kubu                                                             |                                                              |
| Kunduz                       | Kanaat Kunduz                                                    | Dari: قندوز Oezbeeks: Kunduz Pasjtoe: کندز Tadzjieks: Қундуз |
| Kutai Kartanegara            | Kutai Kartanegara                                                | Kutai:                                                       |
| Kutch                        | Kutch                                                            | Kutchi:                                                      |
| Kwararafa                    | Kwararafa                                                        | Jukun Takum:                                                 |

### L
| Korte landsnaam (Nederlands) | Lange landsnaam (Nederlands)             | Korte landsnaam (oorspronkelijke taal/talen) |
| ---------------------------- | ---------------------------------------- | -------------------------------------------- |
| La Dombe                     | Sultanaat La Dombe                       | Comorees:                                    |
| Ladakh                       | Ladakh                                   | Ladakhi:                                     |
| Laghouat                     | Laghouat                                 | Arabisch: الأغواط Berbers:                   |
| Lalangina                    | Koninkrijk Lalangina                     | Lalangina                                    |
| Lanao                        | Confederatie van Sultanaten in Lanao     | Maranao:                                     |
| Loango                       | Koninkrijk Loango                        | Kikongo: Lwããgu                              |
| Luba                         | Koninkrijk Luba                          | Tshiluba: Luba                               |
| Lucca                        | Republiek Lucca                          | Italiaans: Lucca                             |
| Lunda                        | Koninkrijk Lunda                         | Tshilunda: Lunda                             |
| Luuka                        | Luuka                                    | Lusoga: Luuka                                |
| Luwu                         | Koninkrijk Luwu (ook wel: Luwuq / Wareq) | Boeginees: Luwu / ᨒᨘᨓᨘ                         |

### M
| Korte landsnaam (Nederlands) | Lange landsnaam (Nederlands)                                         | Korte landsnaam (oorspronkelijke taal/talen)        |
| ---------------------------- | -------------------------------------------------------------------- | --------------------------------------------------- |
| Maguindanao                  | Sultanaat Maguindanao                                                | Arabisch:                                           |
| Majeerteen                   | Sultanaat Majeerteen (ook wel: Sultanaat Harti / Majerteen)          | Arabisch: ماجرتين Somalisch: Majeerteen             |
| Mandara                      | Sultanaat Mandara (ook wel: Sultanaat Wandala)                       | Mandara                                             |
| Manipur                      | Koninkrijk Manipur                                                   |                                                     |
| Mankessim                    | Koninkrijk Mankessim                                                 | Fante: Mankessim                                    |
| Maore                        | Sultanaat Maore (ook wel: Sultanaat Mawuti)                          | Comorees:                                           |
| Maratharijk                  | Marathaconfederatie                                                  | Marathi: Marāṭhā Sāmrājya / मराठासाम्राज्यम्               |
| Maravi                       | Koninkrijk Maravi                                                    | Nyanja:                                             |
| Marokko                      | Koninkrijk Marokko                                                   | Arabisch: al-Maġrib / المغرب                        |
| Massa en Carrara             | Hertogdom Massa en Vorstendom Carrara                                | Italiaans: Massa e Carrara                          |
| Massina                      | Massina                                                              | Fula:                                               |
| Mataram                      | Sultanaat Mataram                                                    | Javaans: Mataram                                    |
| Maymana                      | Kanaat Maymana (ook wel: Maimana)                                    | Perzisch: Maymana / میمنه                           |
| Mbaku                        | Sultanaat Mbaku                                                      | Comorees: Mbaku                                     |
| Mbude                        | Sultanaat Mbude                                                      | Comorees: Mbude                                     |
| Mbunda                       | Koninkrijk Mbunda                                                    | Mbunda: Mbunda                                      |
| Mehtuli                      | Kanaat Mehtuli (ook wel: Dzhengutai / Jengutay)                      | Koemuks: Mahtulu xanlıq                             |
| Meliau                       | Sultanaat Meliau                                                     | Meliau                                              |
| Menabe                       | Koninkrijk Menabe                                                    | Sakalava-Malagasi:                                  |
| Mitsamihuli                  | Sultanaat Mitsamihuli                                                | Comorees: Mitsamihuli                               |
| Modena en Reggio             | Hertogdommen Modena en Reggio                                        | Italiaans: Modena e Reggio Latijn: Mutina et Regius |
| Mogolrijk                    | Mogolrijk                                                            | Perzisch: Shāhān-e Moġul / حکومت مغلیاں             |
| Montenegro                   | Prinsbisdom Montenegro                                               | Servisch: Crna Gora / Црна Гора                     |
| Mrauk U                      | Koninkrijk Mrauk U (ook wel: Koninkrijk Arakan / Koninkrijk Rakhine) | Arakanees:                                          |
| Mysore                       | Koninkrijk Mysore                                                    | Kannada: ಮೈಸೂರು ಸಂಸ್ಥಾನ                                   |

### N
| Korte landsnaam (Nederlands) | Lange landsnaam (Nederlands)                    | Korte landsnaam (oorspronkelijke taal/talen)                   |
| ---------------------------- | ----------------------------------------------- | -------------------------------------------------------------- |
| Napels                       | Koninkrijk Sicilië (ook wel: Koninkrijk Napels) | Italiaans en Napolitaans: Napoli                               |
| Nawanagar                    | Nawanagar                                       |                                                                |
| Ndwandwe                     | Ndwandwe                                        | Zoeloe: Ndwandwe                                               |
| Ndzuwani                     | Sultanaat Ndzuwani                              | Comorees: Ndzuwani                                             |
| Nederland                    | Republiek der Zeven Verenigde Nederlanden       | Nederlands: Verenigde Provinciën / Zeven Verenigde Nederlanden |
| Negeri Sembilan              | Negeri Sembilan Darul Khusus                    | Maleis: Negeri Sembilan / نڬري سمبيلن                          |
| Nembe                        | Koninkrijk Nembe                                | Izon: Nembe                                                    |
| Nepal                        | Koninkrijk Nepal                                | Nepalees: Nepal / नेपाल                                          |
| Ngoyo                        | Koninkrijk Ngoyo                                | N'Goyo                                                         |
| Niue-Fekai                   | Koninkrijk Niue-Fekai                           | Niuees: Niue-Fekai                                             |
| Nri                          | Koninkrijk Nri                                  | Igbo: Ǹrì                                                      |
| Nshenyi                      | Koninkrijk Nshenyi                              | Hororo: Nshenyi                                                |
| Nungu                        | Koninkrijk Nungu                                | Gurma: Nungu                                                   |
| Nupe                         | Koninkrijk Nupe                                 | Nupe: Nupe                                                     |

### O
| Korte landsnaam (Nederlands)             | Lange landsnaam (Nederlands)                   | Korte landsnaam (oorspronkelijke taal/talen) |
| ---------------------------------------- | ---------------------------------------------- | -------------------------------------------- |
| Obwera                                   | Koninkrijk Obwera                              | Hororo: Obwera                               |
| Oke-Ila Orangun                          | Oke-Ila en Ila-Orangun (ook wel Ile-Yara)      | Yoruba: Òkè-Ìlá Òràngún                      |
| Okrika                                   | Koninkrijk Okrika                              | Kalabari: Okrika                             |
| Oman                                     | Imamaat Oman                                   | Arabisch: ʿUmān / عُمان                       |
| Ondo                                     | Koninkrijk Ondo                                | Yporuba: Ondo                                |
| Onitsha                                  | Koninkrijk Onitsha                             | Igbo: Ọnịcha                                 |
| Orungu                                   | Koninkrijk Orungu                              | Myene: Orungu                                |
| Osogbo                                   | Koninkrijk Osogbo                              | Yoruba: Oṣogbo                               |
| Ottomaanse Rijk (ook wel: Osmaanse Rijk) | Sublieme Ottomaanse Staat                      | Osmaans: Osmanlı Devleti / عثمانلى دولتى     |
| Ouaddaï                                  | Koninkrijk Ouaddaï (ook wel: Koninkrijk Wadai) | Maba:                                        |
| Owo                                      | Koninkrijk Owo                                 | Yoruba: Owo                                  |
| Oyo                                      | Koninkrijk Oyo                                 | Yoruba: Oyo                                  |

### P
| Korte landsnaam (Nederlands) | Lange landsnaam (Nederlands)                              | Korte landsnaam (oorspronkelijke taal/talen) |
| ---------------------------- | --------------------------------------------------------- | -------------------------------------------- |
| Paaseiland                   | Paaseiland                                                | Rapa Nui: Rapa Nui                           |
| Pagaruyung                   | Koninkrijk Pagaruyung (ook wel: Minangkabau / Malayapura) | Maleis:Pagar Ruyung Minangkabaus: Sanskriet: |
| Palembang                    | Sultanaat Palembang                                       | Musi:                                        |
| Papekat                      | Sultanaat Papekat                                         |                                              |
| Pasir                        | Sultanaat Pasir                                           |                                              |
| Patani                       | Koninkrijk Patani Darussalam                              | Maleis: Patani                               |
| Pate                         | Sultanaat Pate                                            | Swahili:                                     |
| Perak                        | Sultanaat Perak                                           | Maleis: Perak / ڨيراق                        |
| Perzië (Afshariden)          | Perzische Rijk                                            | Perzisch: Irân / ایران                       |
| Perzië (Zand-dynastie)       | Perzische Rijk                                            | Perzisch: Irân / ایران                       |
| Polen-Litouwen               | Pools-Litouwse Gemenebest                                 | Litouws: Oekraïens: Pools:                   |
| Pontianak                    | Sultanaat Pontianak                                       | Pontianak                                    |
| Porto-Novo                   | Koninkrijk Porto-Novo                                     | Hogbonu                                      |
| Portugal                     | Koninkrijk Portugal en de Algarve                         | Portugees: Portugal                          |

### R
| Korte landsnaam (Nederlands) | Lange landsnaam (Nederlands)                                     | Korte landsnaam (oorspronkelijke taal/talen)            |
| ---------------------------- | ---------------------------------------------------------------- | ------------------------------------------------------- |
| Ragusa                       | Republiek Ragusa                                                 | Italiaans: Ragusa Kroatisch: Dubrovnik Latijn: Ragusium |
| Raiatea                      | Koninkrijk Raiatea                                               | Tahitiaans: Ra'iatea                                    |
| Ramnad                       | Koninkrijk Ramnad                                                | Tamil: ராம்நாட் ஜமீன்                                         |
| Ras al-Khaimah               | Emiraat Ras al-Khaimah (ook wel: Ras al-Chaima)                  | Arabisch: Ras al-Khaimah / رأس الخيمة                   |
| Rimatara                     | Koninkrijk Rimatara                                              | Austral: Rimatara                                       |
| Rozwi                        | Rozwi (ook wel: Lozwi / Changamire / Botwa / Ukalanga / Karanga) | Kalanga:                                                |
| Rujumbura                    | Koninkrijk Rujumbura                                             | Rujumbura                                               |
| Rukiga                       | Koninkrijk Rukiga                                                | Rukiga: Rukiga                                          |
| Rusland                      | Keizerrijk Rusland (ook wel: Russische Rijk)                     | Russisch: Rossijskaja Imperija / Российская Империя     |
| Rurutu                       | Koninkrijk Rurutu                                                | Rurutisch: Rurutu                                       |
| Rwanda                       | Koninkrijk Rwanda                                                | Kinyarwanda: Rwanda                                     |

### S
| Korte landsnaam (Nederlands) | Lange landsnaam (Nederlands)                                          | Korte landsnaam (oorspronkelijke taal/talen) |
| ---------------------------- | --------------------------------------------------------------------- | -------------------------------------------- |
| Saloum                       | Koninkrijk Saloum                                                     | Serer: Saluum                                |
| Sambas                       | Sultanaat Sambas                                                      | Maleis: Sambas                               |
| Samoa                        | Koninkrijk Samoa                                                      | Samoaans: Samoa                              |
| San Marino                   | Republiek San Marino                                                  | Italiaans: San Marino                        |
| Sankul                       | Sjeikdom Sankul                                                       | Sankul                                       |
| Sanwi                        | Koninkrijk Sanwi                                                      | Anyin: Sanwi                                 |
| Sardinië                     | Koninkrijk Sardinië (ook wel: Piëmont-Sardinië)                       | Italiaans: Sardegna                          |
| Selangor                     | Sultanaat Selangor                                                    |                                              |
| Selimbau                     | Selimbau                                                              | Maleis: Selimbau                             |
| Senarica                     | Republiek Senarica                                                    | Italiaans: Senarica                          |
| Sennar                       | Funj-sultanaat Sennar (ook wel: Sultanaat Sinnar of Blauwe Sultanaat) | Arabisch: السلطنة الزرقاء                    |
| Sharjah                      | Emiraat Sharjah                                                       | Arabisch: Aš Šāriqah / الشارقة               |
| Sheka                        | Sheka                                                                 | Sheka                                        |
| Shewa                        | Shewa (ook wel: Shoa / Shua / Showa / Shuwa)                          | Afaan Oromo: Shawaa Amhaars: ሸዋ              |
| Shilluk                      | Koninkrijk Shilluk                                                    | Shilluk: Läg Cøllø                           |
| Siak                         | Sultanaat Siak Sri Indrapura                                          | Maleis: Siak                                 |
| Sicilië                      | Koninkrijk Sicilië                                                    | Italiaans en Siciliaans: Sicilia             |
| Sikkim                       | Koninkrijk Sikkim                                                     | Sikkimees: ′Bras Ljongs / འབྲས་ལྗོངས་           |
| Sindh                        | Sindh (Kalhora-dynastie)                                              | Sindhi: سنڌ Urdu: سندھ                       |
| Sine                         | Koninkrijk Sine (ook wel: Sin)                                        | Serer: Siin                                  |
| Sintang                      | Sitang                                                                |                                              |
| Sjeberghan                   | Kanaat Sjeberghan (ook wel: Sheberghan / Shibarghan)                  | Perzisch: Shaburghān / شبرغان                |
| Spanje                       | Koninkrijk Spanje                                                     | Spaans: España                               |
| Suket                        | Koninkrijk Suket                                                      | Hindoestani: Suket / सुकेत                     |
| Sulu                         | Sultanaat Sulu Dar al-Islam                                           | Arabisch:                                    |
| Swaziland                    | Koninkrijk Swaziland                                                  | Swazi: Swaziland                             |

### T
| Korte landsnaam (Nederlands) | Lange landsnaam (Nederlands)                   | Korte landsnaam (oorspronkelijke taal/talen) |
| ---------------------------- | ---------------------------------------------- | -------------------------------------------- |
| Tadjourah                    | Sultanaat Tadjourah                            | Afar: Tagórri                                |
| Tagant                       | Emiraat Tagant                                 | Arabisch: Tagant / ولاية تكانت               |
| Tahuata                      | Koninkrijk Tahuata                             | Zuid-Marquesas: Tahuata                      |
| Tamatave                     | Koninkrijk Tamatave (ook wel: Betsimisaraka)   | Malagassisch: Tamatave                       |
| Tananarive                   | Koninkrijk Tananarive                          | Malagassisch: Tananarive                     |
| Tawaeli                      | Tawaeli                                        | Kaili:                                       |
| Tekna                        | Tekna                                          | Hassaniya: Tashelhiyt:                       |
| Tenkodogo                    | Tenkodogo                                      | More: Tenkodogo                              |
| Terengganu                   | Terengganu                                     |                                              |
| Thonburi                     | Koninkrijk Thonburi (ook wel: Koninkrijk Siam) | Thai: ธนบุรี                                   |
| Tonga                        | Tonga                                          | Tongaans: Tuʻi Tonga                         |
| Torriglia                    | Vorstendom Torriglia                           | Italiaans: Torriglia                         |
| Toscane                      | Groothertogdom Toscane                         | Italiaans: Toscana                           |
| Touggourt                    | Sultanaat Touggourt                            |                                              |
| Trarza                       | Emiraat Trarza                                 | Arabisch: Trarza / ولاية الترارزة            |
| Travancore                   | Koninkrijk Travancore                          | Malayalam: Thiruvithaamkoor / തിരുവിതാങ്കൂര്‍)        |
| Tresana                      | Markizaat Tresana                              | Italiaans: Tresana                           |

### U
| Korte landsnaam (Nederlands) | Lange landsnaam (Nederlands)                 | Korte landsnaam (oorspronkelijke taal/talen) |
| ---------------------------- | -------------------------------------------- | -------------------------------------------- |
| Ubani                        | Koninkrijk Ubani (ook wel: Koninkrijk Bonny) | Ibibio: Okolo-Ama                            |
| Umm al-Qaiwain               | Emiraat Umm al-Qaiwain                       | Arabisch: Umm al Quwwayn / أمّ القيوين        |
| Unyanyembe                   | Unyanyembe                                   |                                              |

### V
| Korte landsnaam (Nederlands)                                                                | Lange landsnaam (Nederlands)          | Korte landsnaam (oorspronkelijke taal/talen) |
| ------------------------------------------------------------------------------------------- | ------------------------------------- | -------------------------------------------- |
| Venetië                                                                                     | Meest Serene Republiek Venetië        | Italiaans: Venezia Venetiaans: Venesia       |
| Vernio                                                                                      | Graafschap Vernio                     | Italiaans: Vernio                            |
| Vietnam (Trinh-heren) Vietnam (Nguyen-heren) Vietnam (Tay Son) Vietnam (Latere Le-dynastie) | Grote Viet Rijk (ook wel: Annam)      | Vietnamees: Đại Việt / 大越                  |
| Viye                                                                                        | Koninkrijk Viye (ook wel: Bié / Bihe) | Umbundu:                                     |

### W
| Korte landsnaam (Nederlands) | Lange landsnaam (Nederlands)             | Korte landsnaam (oorspronkelijke taal/talen)    |
| ---------------------------- | ---------------------------------------- | ----------------------------------------------- |
| Waalo                        | Koninkrijk Waalo (ook wel: Oualo)        | Wolof: Waalo                                    |
| Wajoq                        | Koninkrijk Wajoq (ook wel: Wajo / Wajok) | Boeginees: Wajoq / ᨓᨍᨚ                           |
| Walayta                      | Koninkrijk Walayta (ook wel: Welayta)    | Wolaytta: Walayta                               |
| Wallis                       | Koninkrijk Wallis (ook wel: Uvea)        | Wallisiaans: 'Uvea                              |
| Wanga                        | Koninkrijk Wanga                         | Luhya: Wanga                                    |
| Warri                        | Koninkrijk Warri                         | Itsekiri: Warri                                 |
| Warsangali                   | Sultanaat Warsangali (ook wel: Gerad)    | Arabisch: سلطنة الورسنجلي Somalisch: Warsangeli |
| Washili                      | Sultanaat Washili                        | Comorees:Washili                                |
| Wogodogo                     | Koninkrijk Wogodogo                      | More: Wogodogo                                  |

### Y
| Korte landsnaam (Nederlands) | Lange landsnaam (Nederlands)                    | Korte landsnaam (oorspronkelijke taal/talen) |
| ---------------------------- | ----------------------------------------------- | -------------------------------------------- |
| Yauri                        | Emiraat Yauri (ook wel: Emiraat Yawuri)         | Hausa: Yawuri                                |
| Yengar                       | Koninkrijk Yengar (ook wel: Koninkrijk Janjero) | Sidamo: Yengar                               |

### Z
| Korte landsnaam (Nederlands) | Lange landsnaam (Nederlands) | Korte landsnaam (oorspronkelijke taal/talen)                                              |
| ---------------------------- | ---------------------------- | ----------------------------------------------------------------------------------------- |
| Zazzau                       | Koninkrijk Zazzau            | Hausa: Zazzau                                                                             |
| Zweden                       | Koninkrijk Zweden            | Zweeds: Sverige                                                                           |
| Zwitserse Eedgenootschap     | Zwitserse Eedgenootschap     | Duits: Eidgenossenschaft Frans: République des Suisses Italiaans: Confederazione Elvetica |

## Andere landen

### Staten binnen het Heilige Roomse Rijk
Hieronder volgt een lijst van rijksvrije gebieden (steden, vorstendommen, graafschappen, bisdommen, abdijen, etc.) van het Heilige Roomse Rijk. De rijksridderschappen zijn niet in onderstaande lijst opgenomen.
| Korte landsnaam (Nederlands)        | Lange naam                                                                            | Korte landsnaam (oorspronkelijke taal/talen)                                                                                     |
| ----------------------------------- | ------------------------------------------------------------------------------------- | --- |
| Aalen                               | Rijksstad Aalen                                                                       | Duits: Aalen |
| Aken                                | Rijksstad Aken                                                                        | Duits: Aachen |
| Anhalt-Bernburg                     | Vorstendom Anhalt-Bernburg                                                            | Duits: Anhalt-Bernburg |
| Anhalt-Dessau                       | Vorstendom Anhalt-Dessau                                                              | Duits: Anhalt-Dessau |
| Anhalt-Köthen                       | Vorstendom Anhalt-Köthen                                                              | Duits: Anhalt-Köthen |
| Anhalt-Zerbst                       | Vorstendom Anhalt-Zerbst                                                              | Duits: Anhalt-Zerbst |
| Arenberg                            | Hertogdom Arenberg                                                                    | Duits: Arenberg |
| Augsburg                            | Prinsbisdom Augsburg                                                                  | Duits: Augsburg |
| Augsburg                            | Rijksstad Augsburg                                                                    | Duits: Augsburg |
| Baden                               | Markgraafschap Baden                                                                  | Duits: Baden |
| Baindt                              | Abdij Baindt                                                                          | Duits: Baindt |
| Bamberg                             | Prinsbisdom Bamberg                                                                   | Duits: Bamberg |
| Bayreuth                            | Vorstendom Bayreuth                                                                   | Duits: Bayreuth |
| Bazel                               | Prinsbisdom Bazel                                                                     | Duits: Basel |
| Beieren                             | Keurvorstendom Beieren                                                                | Duits: Bayern |
| Berchtesgaden                       | Proosdij Berchtesgaden                                                                | Duits: Berchtesgaden |
| Biberach                            | Rijkstad Biberach                                                                     | Duits: Biberach |
| Bopfingen                           | Rijksstad Bopfingen                                                                   | Duits: Bopfingen |
| Boxmeer                             | Heerlijkheid Boxmeer                                                                  | Nederlands: Boxmeer |
| Brunswijk-Wolfenbüttel              | Vorstendom Brunswijk-Wolfenbüttel                                                     | Duits: Braunschweig-Wolfenbüttel                                                                                                 |
| Bremen                              | Rijksstad Bremen                                                                      | Duits: Bremen |
| Brixen                              | Prinsbisdom Brixen                                                                    | Duits: Brixen |
| Buchau                              | Abdij Buchau                                                                          | Duits: Buchau |
| Buchau                              | Rijksstad Buchau                                                                      | Duits: Buchau |
| Buchhorn                            | Rijksstad Buchhorn                                                                    | Duits: Buchhorn |
| Burtscheid                          | Abdij Burtscheid                                                                      | Duits: Burtscheid |
| Burgholzhausen                      | Rijksdorp Burgholzhausen                                                              | Duits: Burgholzhausen |
| Buxheim                             | Heerlijkheid Buxheim                                                                  | Duits: Buxheim |
| Cappenberg                          | Proosdij Cappenberg                                                                   | Duits: Cappenberg |
| Castell-Castell                     | Graafschap Castell-Castell                                                            | Duits: Castell-Castell |
| Castell-Rüdenhausen                 | Graafschap Castell-Rüdenhausen                                                        | Duits: Castell-Rüdenhausen |
| Corvey                              | Abdij Corvey                                                                          | Duits: Corvey |
| Dinkelsbühl                         | Rijksstad Dinkelsbühl                                                                 | Duits: Dinkelsbühl |
| Dortmund                            | Rijksstad Dortmund                                                                    | Duits: Dortmund |
| Duitse Orde                         | Orde van de Broeders van het Hospitaal van de Heilige Maria der Duitsers in Jeruzalem | Duits: Deutsche Orden |
| Eichstätt                           | Prinsbisdom Eichstätt                                                                 | Duits: Eichstätt |
| Elchingen                           | Abdij Elchingen                                                                       | Duits: Elchingen |
| Ellwangen                           | Proosdij Ellwangen                                                                    | Duits: Ellwangen |
| Elten                               | Abdij Elten                                                                           | Duits: Elten |
| Erbach-Erbach                       | Graafschap Erbach-Erbach                                                              | Duits: Erbach-Erbach |
| Erbach-Fürstenau                    | Graafschap Erbach-Fürstenau                                                           | Duits: Erbach-Fürstenau |
| Erbach-Schönberg                    | Graafschap Erbach-Schönberg                                                           | Duits: Erbach-Schönberg |
| Essen                               | Abdij Essen                                                                           | Duits: Essen |
| Esslingen                           | Rijksstad Esslingen                                                                   | Duits: Esslingen |
| Fagnolle                            | Graafschap Fagnolle                                                                   | Duits en Frans: Fagnolle |
| Frankfurt                           | Rijksstad Frankfurt                                                                   | Duits: Frankfurt |
| Frauenchiemsee                      | Abdij Frauenchiemsee                                                                  | Duits: Frauenchiemsee |
| Freising                            | Prinsbisdom Freising                                                                  | Duits: Freising |
| Friedberg                           | Burggraafschap Friedberg                                                              | Duits: Friedberg |
| Friedberg                           | Rijksstad Friedberg                                                                   | Duits: Friedberg |
| Fugger-Kirchheim                    | Graafschap Fugger-Kirchheim                                                           | Duits: Fugger-Kirchheim |
| Fugger-Nordendorf                   | Graafschap Fugger-Nordendorf                                                          | Duits: Fugger-Nordendorf |
| Fulda                               | Prinsbisdom Fulda                                                                     | Duits: Fulda |
| Fürstenberg-Fürstenberg             | Vorstendom Fürstenberg-Fürstenberg                                                    | Duits: Fürstenberg-Fürstenberg                                                                                                   |
| Fürstenberg-Pürglitz                | Vorstendom Fürstenberg-Pürglitz                                                       | Duits: Fürstenberg-Pürglitz |
| Gandersheim                         | Abdij Gandersheim                                                                     | Duits: Gandersheim |
| Gemen                               | Heerlijkheid Gemen                                                                    | Duits: Gemen |
| Gengenbach                          | Abdij Gengenbach                                                                      | Duits: Gengenbach |
| Gengenbach                          | Rijksstad Gengenbach                                                                  | Duits: Gengenbach |
| Giengen                             | Rijksstad Giengen                                                                     | Duits: Giengen |
| Gimborn en Neustadt                 | Heerlijkheid Gimborn en Neustadt                                                      | Duits: Gimborn und Neustadt |
| Gmünd                               | Rijksstad Gmünd                                                                       | Duits: Gmünd |
| Gochsheim                           | Rijksdorp Gochsheim                                                                   | Duits: Gochsheim |
| Goslar                              | Rijksstad Goslar                                                                      | Duits: Goslar |
| Göss                                | Abdij Göss                                                                            | Duits: Göss |
| Grondveld                           | Graafschap Gronsveld                                                                  | Duits en Nederlands: Gronsveld                                                                                                   |
| Gutenzell                           | Abdij Gutenzell                                                                       | Duits: Gutenzell |
| Habsburgse Rijk                     | Habsburgse Rijk (ook wel: Habsburgse monarchie / Oostenrijkse monarchie)              | Duits: Habsburgermonarchie Hongaars: Habsburg Birodalom Kroatisch: Habsburška Monarhija Latijn: Tsjechisch: Habsburská monarchie |
| Hallermund                          | Graafschap Hallermund                                                                 | Duits: Hallermund |
| Hamburg                             | Rijksstad Hamburg                                                                     | Duits: Hamburg |
| Harmersbach                         | Rijksdal Harmersbach                                                                  | Duits: Harmersbach |
| Hatzfeld-Gleichen                   | Graafschap Hatzfeld-Gleichen                                                          | Duits: Hatzfeld-Gleichen |
| Hatzfeld-Werther-Schönstein         | Graafschap Hatzfeld-Werther-Schönstein                                                | Duits: Hatzfeld-Trachenberg |
| Hatzfeld-Wildenburg                 | Graafschap Hatzfeld-Wildenburg                                                        | Duits: Hatzfeld-Wildenburg |
| Heggbach                            | Abdij Heggbach                                                                        | Duits: Heggbach |
| Heilbronn                           | Rijksstad Heilbronn                                                                   | Duits: Heilbronn |
| Herford                             | Abdij Herford                                                                         | Duits: Herford |
| Hessen-Darmstadt                    | Landgraafschap Hessen-Darmstadt                                                       | Duits: Hessen-Darmstadt |
| Hessen-Homburg                      | Landgraafschap Hessen-Homburg                                                         | Duits: Hessen-Homburg |
| Hessen-Kassel                       | Landgraafschap Hessen-Kassel                                                          | Duits: Hessen-Cassel |
| Hildesheim                          | Prinsbisdom Hildesheim                                                                | Duits: Hildesheim |
| Hildesheim                          | Vrije Stad Hildesheim                                                                 | Duits: Hildesheim |
| Hohengeroldseck                     | Graafschap Hohengeroldseck                                                            | Duits: Hohengeroldseck |
| Hohenlohe-Bartenstein               | Vorstendom Hohenlohe-Bartenstein                                                      | Duits: Hohenlohe-Bartenstein |
| Hohenlohe-Ingelfingen               | Vorstendom Hohenlohe-Ingelfingen                                                      | Duits: Hohenlohe-Ingelfingen |
| Hohenlohe-Kirchberg                 | Vorstendom Hohenlohe-Kirchberg                                                        | Duits: Hohenlohe-Kirchberg |
| Hohenlohe-Langenburg                | Vorstendom Hohenlohe-Langenburg                                                       | Duits: Hohenlohe-Langenburg |
| Hohenlohe-Öhringen-Neuenstein       | Vorstendom Hohenlohe-Öhringen-Neuenstein                                              | Duits: Hohenlohe-Öhringen-Neuenstein                                                                                             |
| Hohenlohe-Waldenburg-Schillingfürst | Vorstendom Hohenlohe-Waldenburg-Schillingfürst                                        | Duits: Hohenlohe-Waldenburg-Schillingfürst                                                                                       |
| Hohenzollern-Hechingen              | Vorstendom Hohenzollern-Hechingen                                                     | Duits: Hohenzollern-Hechingen |
| Hohenzollern-Sigmaringen            | Vorstendom Hohenzollern-Sigmaringen                                                   | Duits: Hohenzollern-Sigmaringen                                                                                                  |
| Holzappel                           | Graafschap Holzappel                                                                  | Duits: Holzappel |
| Irsee                               | Abdij Irsee                                                                           | Duits: Irsee |
| Isenburg-Birstein                   | Vorstendom Isenburg-Birstein                                                          | Duits: Isenburg-Birstein |
| Isenburg-Büdingen                   | Graafschap Isenburg-Büdingen                                                          | Duits: Isenburg-Büdingen |
| Isenburg-Meerholz                   | Graafschap Isenburg-Meerholz                                                          | Duits: Isenburg-Meerholz |
| Isenburg-Philippseich               | Graafschap Isenburg-Philippseich                                                      | Duits: Isenburg-Philippseich |
| Isenburg-Wächtersbach               | Graafschap Isenburg-Wächtersbach                                                      | Duits: Isenburg-Wächtersbach |
| Isny                                | Rijksstad Isny                                                                        | Duits: Isny |
| Kaisheim                            | Abdij Kaisheim                                                                        | Duits: Kaisheim |
| Kaufbeuren                          | Rijksstad Kaufbeuren                                                                  | Duits: Kaufbeuren |
| Kempten                             | Abdij Kempten                                                                         | Duits: Kempten |
| Kempten                             | Rijksstad Kempten                                                                     | Duits: Kempten |
| Kerpen en Lommersum                 | Graafschap Kerpen en Lommersum                                                        | Duits: Kerpen und Lommersum |
| Kessenich                           | Rijksonmiddellijke Heerlijkheid Kessenich en Hunsel                                   | Duits: Kessenich |
| Keulen                              | Rijksstad Keulen                                                                      | Duits: Köln |
| Keulen                              | Keurvorstendom Keulen / Keur-Keulen                                                   | Duits: Kurköln |
| Kniphausen                          | Heerlijkheid Kniphausen                                                               | Duits: Kniphausen |
| Königsegg-Aulendorf                 | Graafschap Königsegg-Aulendorf                                                        | Duits: Königsegg-Aulendorf |
| Königsegg-Rothenfels                | Graafschap Königsegg-Rothenfels                                                       | Duits: Königsegg-Rothenfels |
| Konstanz                            | Prinsbisdom Konstanz                                                                  | Duits: Konstanz |
| Kornelimünster                      | Abdij Kornelimünster                                                                  | Duits: Kornelimünster |
| Leiningen-Westerburg-Neuleiningen   | Graafschap Leiningen-Westerburg-Neuleiningen                                          | Duits: Leiningen-Westerburg-Neuleiningen                                                                                         |
| Leiningen-Westerburg-Altleiningen   | Graafschap Leiningen-Westerburg-Altleiningen (Graafschap Leiningen-Westerburg)        | Duits: Leiningen-Westerburg-Altleiningen                                                                                         |
| Leutkirch                           | Rijksstad Leutkirch                                                                   | Duits: Leutkirch |
| Liechtenstein                       | Vorstendom Liechtenstein                                                              | Duits: Liechtenstein |
| Limburg-Styrum                      | Heerlijkheid Limburg-Styrum                                                           | Duits: Limburg-Styrum |
| Limpurg-Speckfeld                   | Graafschap Limpurg-Speckfeld                                                          | Duits: Limpurg-Speckfeld |
| Lindau                              | Abdij Lindau                                                                          | Duits: Lindau |
| Lindau                              | Rijksstad Lindau                                                                      | Duits: Lindau |
| Lippe-Detmold                       | Vorstendom Lippe-Detmold                                                              | Duits: Lippe-Detmold |
| Löwenstein-Wertheim-Rochefort       | Graafschap Löwenstein-Wertheim-Rochefort                                              | Duits: Löwenstein-Wertheim-Rochefort                                                                                             |
| Lübeck                              | Rijksstad Lübeck                                                                      | Duits: Lübeck |
| Lübeck                              | Prinsbisdom Lübeck                                                                    | Duits: Lübeck |
| Luik                                | Prinsbisdom Luik                                                                      | Duits: Lüttich Frans: Liège Nederlands: Luik                                                                                     |
| Mainz                               | Aartssticht en Keurvorstendom Mainz (ook wel: Keur-Mainz)                             | Duits: Mainz |
| Manderscheid-Blankenheim            | Graafschap Manderscheid-Blankenheim                                                   | Duits: Manderscheid-Blankenheim                                                                                                  |
| Marchtal                            | Abdij Marchtal                                                                        | Duits: Marchtal |
| Maursmünster                        | Abdij Maursmünster                                                                    | Alemannisch: Màschmínschter Duits: Maursmünster Frans: Marmoutier                                                                |
| Mecklenburg-Schwerin                | Hertogdom Mecklenburg-Schwerin                                                        | Duits: Mecklenburg-Schwerin |
| Mecklenburg-Strelitz                | Hertogdom Mecklenburg-Strelitz                                                        | Duits: Mecklenburg-Strelitz |
| Memmingen                           | Rijksstad Memmingen                                                                   | Duits: Memmingen |
| Michaelsberg                        | Abdij Michaelsberg                                                                    | Duits: Michaelsberg |
| Mondsee                             | Abdij Mondsee                                                                         | Duits: Mondsee |
| Mühlhausen                          | Rijksstad Mühlhausen                                                                  | Duits: Mühlhausen |
| Münster                             | Prinsbisdom Münster                                                                   | Duits: Münster |
| Murbach                             | Abdij Murbach                                                                         | Duits en Frans: Murbach |
| Myllendonk                          | Heerlijkheid Myllendonk                                                               | Duits: Myllendonk |
| Nassau-Oranje                       | Vorstendom Nassau-Oranje                                                              | Duits: Nassau-Oranien |
| Nassau-Saarbrücken                  | Graafschap Nassau-Saarbrücken                                                         | Duits: Nassau-Saarbrücken |
| Nassau-Usingen                      | Vorstendom Nassau-Usingen                                                             | Duits: Nassau-Usingen |
| Nassau-Weilburg                     | Vorstendom Nassau-Weilburg                                                            | Duits: Nassau-Weilburg |
| Neresheim                           | Abdij Neresheim                                                                       | Duits: Neresheim |
| Niedermünster                       | Abdij Niedermünster                                                                   | Duits: Niedermünster |
| Nordhausen                          | Rijksstad Nordhausen                                                                  | Duits: Nordhausen |
| Nördlingen                          | Rijksstad Nördlingen                                                                  | Duits: Nördlingen |
| Nostitz-Rieneck                     | Graafschap Nostitz-Rieneck                                                            | Duits: Nostitz-Rieneck |
| Obermünster                         | Abdij Obermünster                                                                     | Duits: Obermünster |
| Ochsenhausen                        | Abdij Ochsenhausen                                                                    | Duits: Ochsenhausen |
| Offenburg                           | Rijksstad Offenburg                                                                   | Duits: Offenburg |
| Olbrück                             | Heerlijkheid Olbrück                                                                  | Duits: Olbrück |
| Oldenburg                           | Graafschap Oldenburg (tot 22 maart) Hertogdom Oldenburg (vanaf 22 maart)              | Duits: Oldenburg |
| Ortenburg                           | Graafschap Ortenburg                                                                  | Duits: Ortenburg |
| Osnabrück                           | Prinsbisdom Osnabrück                                                                 | Duits: Osnabrück |
| Öttingen-Baldern                    | Graafschap Öttingen-Baldern                                                           | Duits: Öttingen-Baldern |
| Öttingen-Spielberg                  | Vorstendom Öttingen-Spielberg                                                         | Duits: Öttingen-Spielberg |
| Öttingen-Wallerstein                | Vorstendom Öttingen-Wallerstein                                                       | Duits: Öttingen-Wallerstein |
| Ottobeuren                          | Abdij Ottobeuren                                                                      | Duits: Ottobeuren |
| Paderborn                           | Prinsbisdom Paderborn                                                                 | Duits: Paderborn |
| Paltsgraafschap aan de Rijn         | Paltsgraafschap aan de Rijn                                                           | Duits: Pfalzgrafschaft bei Rhein                                                                                                 |
| Palts-Zweibrücken                   | Hertogdom Palts-Zweibrücken                                                           | Duits: Pfalz-Zweibrücken |
| Pappenheim                          | Graafschap Pappenheim                                                                 | Duits: Pappenheim |
| Passau                              | Prinsbisdom Passau                                                                    | Duits: Passau |
| Petershausen                        | Abdij Petershausen                                                                    | Duits: Petershausen |
| Pfullendorf                         | Rijksstad Pfullendorf                                                                 | Duits: Pfullendorf |
| Pruisen                             | Koninkrijk Pruisen                                                                    | Duits: Preußen |
| Quadt                               | Graafschap Quadt                                                                      | Duits: Quadt |
| Quedlinburg                         | Abdij van Quedlinburg                                                                 | Duits: Quedlinburg |
| Ravensburg                          | Rijksstad Ravensburg                                                                  | Duits: Ravensburg |
| Rechberg en Rothenlöwen             | Graafschap Rechberg en Rothenlöwen                                                    | Duits: Rechberg und Rothenlöwen                                                                                                  |
| Regensburg                          | Prinsbisdom Regensburg                                                                | Duits: Regensburg |
| Regensburg                          | Rijksstad Regensburg                                                                  | Duits: Regensburg |
| Reipoltskirchen                     | Heerlijkheid Reipoltskirchen                                                          | Duits: Reipoltskirchen |
| Rekem                               | Graafschap Rekem                                                                      | Duits: Reckheim Nederlands: Rekem                                                                                                |
| Reuss-Ebersdorf                     | Graafschap Reuss-Ebersdorf                                                            | Duits: Reuß-Ebersdorf |
| Reuss-Lobenstein                    | Graafschap Reuss-Lobenstein                                                           | Duits: Reuß-Lobenstein |
| Reuss oudere linie                  | Graafschap Reuss oudere linie (Graafschap Reuss-Greiz)                                | Duits: Reuß ältere Linie |
| Reuss-Gera                          | Graafschap Reuss-Gera                                                                 | Duits: Reuß-Gera |
| Reuss-Schleiz                       | Graafschap Reuss-Schleiz                                                              | Duits: Reuß-Schleiz |
| Reutlingen                          | Rijksstad Reutlingen                                                                  | Duits: Reutlingen |
| Rheda                               | Heerlijkheid Rheda                                                                    | Duits: Rheda |
| Rietberg                            | Graafschap Rietberg                                                                   | Duits: Rietberg |
| Rheineck                            | Burggraafschap Rheineck                                                               | Duits: Rheineck |
| Roggenburg                          | Abdij Roggenburg                                                                      | Duits: Roggenburg |
| Rot                                 | Abdij Rot (ook wel: Abdij Münchenroth)                                                | Duits: Rot |
| Rothenburg                          | Rijksstad Rothenburg                                                                  | Duits: Rothenburg |
| Rottenmünster                       | Abdij Rottenmünster                                                                   | Duits: Rottenmünster |
| Saksen                              | Keurvorstendom Saksen                                                                 | Duits: Sachsen |
| Saksen-Coburg-Saalfeld              | Hertogdom Saksen-Coburg-Saalfeld                                                      | Duits: Sachsen-Coburg-Saalfeld                                                                                                   |
| Saksen-Eisenach                     | Hertogdom Saksen-Eisenach                                                             | Duits: Sachsen-Eisenach |
| Saksen-Gotha-Altenburg              | Hertogdom Saksen-Gotha-Altenburg                                                      | Duits: Sachsen-Gotha-Altenburg                                                                                                   |
| Saksen-Meiningen                    | Hertogdom Saksen-Meiningen (ook wel: Hertogdom Saksen-Meiningen-Hildburghausen)       | Duits: Sachsen-Meiningen |
| Saksen-Weimar                       | Hertogdom Saksen-Weimar                                                               | Duits: Sachsen-Weimar |
| Salem                               | Abdij Salem                                                                           | Duits: Salem |
| Salm-Grumbach                       | Graafschap Salm-Grumbach                                                              | Duits: Salm-Grumbach |
| Salm-Kyrburg                        | Wild- en Rijngraafschap Salm-Kyrburg                                                  | Duits: Salm-Kyrburg |
| Salm-Reifferscheid-Dyck             | Graafschap Salm-Reifferscheid-Dyck                                                    | Duits: Salm-Reifferscheid-Dyck                                                                                                   |
| Salm-Salm                           | Vorstendom Salm-Salm                                                                  | Duits: Salm-Salm |
| Salzburg                            | Prinsaartsbisdom Salzburg                                                             | Duits: Salzburg |
| Sankt Blasien                       | Abdij Sankt Blasien                                                                   | Duits: Sankt Blasien |
| Sankt Emmeram                       | Abdij Sankt Emmeram                                                                   | Duits: Sankt Emmeram |
| Sankt Ulrich und Afra               | Abdij Sankt Ulrich und Afra                                                           | Duits: Sankt Ulrich und Afra |
| Sayn-Wittgenstein-Berleburg         | Graafschap Sayn-Wittgenstein-Berleburg                                                | Duits: Sayn-Wittgenstein-Berleburg                                                                                               |
| Sayn-Wittgenstein-Hohenstein        | Graafschap Sayn-Wittgenstein-Hohenstein                                               | Duits: Sayn-Wittgenstein-Hohenstein                                                                                              |
| Schauen                             | Rijksheerlijkheid Schauen                                                             | Duits: Schauen |
| Schaumburg-Lippe                    | Graafschap Schaumburg-Lippe                                                           | Duits: Schaumburg-Lippe |
| Schaumburg-Lippe-Alverdissen        | Graafschap Schaumburg-Lippe-Alverdissen                                               | Duits: Schaumburg-Lippe-Alverdissen                                                                                              |
| Schleiden                           | Graafschap Schleiden                                                                  | Duits: Schleiden |
| Schönborn                           | Graafschap Schönborn                                                                  | Duits: Schönborn |
| Schönburg-Hartenstein               | Graafschap Schönburg-Hartenstein                                                      | Duits: Schönburg-Hartenstein |
| Schönburg-Stein                     | Graafschap Schönburg-Stein                                                            | Duits: Schönburg-Stein |
| Schönthal                           | Abdij Schönthal                                                                       | Duits: Schönthal |
| Schussenried                        | Abdij Schussenried                                                                    | Duits: Schussenried |
| Schwäbisch Hall                     | Rijksstad Schwäbisch Hall                                                             | Duits: Schwäbisch Hall |
| Schwarzburg-Rudolstadt              | Vorstendom Schwarzburg-Rudolstadt                                                     | Duits: Schwarzburg-Rudolstadt |
| Schwarzenberg                       | Graafschap Schwarzenberg                                                              | Duits: Schwarzenberg |
| Schwarzburg-Sondershausen           | Vorstendom Schwarzburg-Sondershausen                                                  | Duits: Schwarzburg-Sondershausen                                                                                                 |
| Schwarzenholz                       | Heerlijkheid Schwarzenholz                                                            | Duits: Schwarzenholz |
| Schweinfurt                         | Rijksstad Schweinfurt                                                                 | Duits: Schweinfurt |
| Seckau                              | Abdij Seckau                                                                          | Duits: Seckau |
| Sennfeld                            | Rijksdorp Sennfeld                                                                    | Duits: Sennfeld |
| Sickingen                           | Graafschap Sickingen                                                                  | Duits: Sickingen |
| Soden                               | Rijksdorp Soden                                                                       | Duits: Soden |
| Söflingen                           | Abdij Söflingen                                                                       | Duits: Söflingen |
| Solms-Braunfels                     | Graafschap Solms-Braunfels                                                            | Duits: Solms-Braunfels |
| Solms-Laubach                       | Graafschap Solms-Laubach                                                              | Duits: Solms-Laubach |
| Solms-Lich-Hohensolms               | Graafschap Solms-Lich-Hohensolms                                                      | Duits: Solms-Lich-Hohensolms |
| Solms-Rödelheim                     | Graafschap Solms-Rödelheim                                                            | Duits: Solms-Rödelheim |
| Solms-Sachsenfeld                   | Graafschap Solms-Sachsenfeld                                                          | Duits: Solms-Sachsenfeld |
| Solms-Wildenfels                    | Graafschap Solms-Wildenfels                                                           | Duits: Solms-Wildenfels |
| Spiers                              | Prinsbisdom Spiers                                                                    | Duits: Speyer |
| Spiers                              | Rijksstad Spiers                                                                      | Duits: Speyer |
| Stadion-Thannhausen                 | Graafschap Stadion-Thannhausen                                                        | Duits: Stadion-Thannhausen |
| Stadion-Warthausen                  | Graafschap Stadion-Warthausen                                                         | Duits: Stadion-Warthausen |
| Starhemberg                         | Vorstendom Starhemberg                                                                | Duits: Starhemberg |
| Stavelot-Malmedy                    | Vorstelijke Abdijen van Stavelot-Malmedy                                              | Duits: Stablo-Malmedy Frans en Nederlands: Stavelot-Malmedy                                                                      |
| Stein                               | Rijngraafschap Stein                                                                  | Duits: Stein |
| Steinfurt                           | Graafschap Steinfurt                                                                  | Duits: Steinfurt |
| Stolberg-Gedern                     | Vorstendom Stolberg-Gedern                                                            | Duits: Stolberg-Gedern |
| Störnstein                          | Graafschap Störnstein                                                                 | Duits: Störnstein |
| Straatsburg                         | Prinsbisdom Straatsburg                                                               | Duits: Straßburg |
| Sulzbach                            | Rijksdorp Sulzbach                                                                    | Duits: Sulzbach |
| Tarasp                              | Heerlijkheid Tarasp                                                                   | Duits: Tarasp |
| Tengen                              | Graafschap Tengen                                                                     | Duits: Tengen |
| Thorn                               | Abdijvorstendom Thorn                                                                 | Duits en Nederlands: Thorn |
| Trente                              | Prinsbisdom Trente                                                                    | Duits: Trient Italiaans: Trento                                                                                                  |
| Trier                               | Keurvorstendom Trier (ook wel: Keur-Trier)                                            | Duits: Trier / Kurtrier |
| Überlingen                          | Rijksstad Überlingen                                                                  | Duits: Überlingen |
| Ursberg                             | Abdij Ursberg                                                                         | Duits: Ursberg |
| Waldburg-Waldsee                    | Graafschap Waldburg-Waldsee                                                           | Duits: Waldburg-Waldsee |
| Waldburg-Wolfegg                    | Graafschap Waldburg-Wolfegg                                                           | Duits: Waldburg-Wolfegg |
| Waldburg-Zeil-Trauchburg            | Graafschap Waldburg-Zeil-Trauchburg                                                   | Duits: Waldburg-Zeil-Trauchburg                                                                                                  |
| Waldburg-Zeil-Wurzach               | Graafschap Waldburg-Zeil-Wurzach                                                      | Duits: Waldburg-Zeil-Wurzach |
| Waldeck-Pyrmont                     | Vorstendom Waldeck en Pyrmont                                                         | Duits: Waldeck-Pyrmont |
| Wangen                              | Rijksstad Wangen                                                                      | Duits: Wangen |
| Wartenberg                          | Graafschap Wartenberg                                                                 | Duits: Wartenberg |
| Weil der Stadt                      | Rijksstad Weil der Stadt                                                              | Duits: Weil der Stadt |
| Weingarten                          | Abdij Weingarten                                                                      | Duits: Weingarten |
| Weißenau                            | Abdij Weißenau                                                                        | Duits: Weißenau |
| Weißenburg                          | Rijksstad Weißenburg                                                                  | Duits: Weißenburg |
| Werden                              | Abdij Werden                                                                          | Duits: Werden |
| Wettenhausen                        | Proosdij Wettenhausen                                                                 | Duits: Wettenhausen |
| Wetzlar                             | Rijksstad Wetzlar                                                                     | Duits: Wetzlar |
| Wied-Neuwied                        | Graafschap Wied-Neuwied                                                               | Duits: Wied-Neuwied |
| Wied-Runkel                         | Graafschap Wied-Runkel                                                                | Duits: Wied-Runkel |
| Wijlre                              | Heerlijkheid Wijlre                                                                   | Nederlands: Wijlre |
| Wimpfen                             | Rijksstad Wimpfen                                                                     | Duits: Wimpfen |
| Windsheim                           | Rijksstad Windsheim                                                                   | Duits: Windsheim |
| Winneburg en Beilstein              | Graafschap Winneburg en Beilstein                                                     | Duits: Winneburg und Beilstein                                                                                                   |
| Wittem                              | Graafschap Wittem                                                                     | Duits en Nederlands: Wittem |
| Worms                               | Prinsbisdom Worms                                                                     | Duits: Worms |
| Worms                               | Rijksstad Worms                                                                       | Duits: Worms |
| Württemberg                         | Hertogdom Württemberg                                                                 | Duits: Württemberg |
| Würzburg                            | Prinsbisdom Würzburg                                                                  | Duits: Würzburg |
| Zell am Harmersbach                 | Rijksstad Zell am Harmersbach                                                         | Duits: Zell am Harmersbach |
| Zwiefalten                          | Abdij Zwiefalten                                                                      | Duits: Zwiefalten |

### Landen binnen de grenzen van het Ottomaanse Rijk
In onderstaande lijst zijn staten opgenomen die lagen in het gebied dat officieel behoorde tot het Ottomaanse Rijk, maar waar het Ottomaanse Rijk geen zeggenschap had.
| Korte landsnaam (Nederlands) | Officiële landsnaam (Nederlands)                                            | Korte landsnaam (oorspronkelijke taal/talen)                                 |
| ---------------------------- | --------------------------------------------------------------------------- | ---------------------------------------------------------------------------- |
| Abu Arish                    | Sjeikdom Abu Arish                                                          | Arabisch: Abu Arish / أبو عريش                                               |
| Aqrabi                       | Sjeikdom Aqrabi                                                             | Arabisch: 'Aqrabi / عقربي                                                    |
| Audhali                      | Sultanaat Audhali                                                           | Arabisch: al-ʿAwdhalī / العوذلي                                              |
| Bayda                        | Sultanaat Bayda (ook wel: Beda / Baidah)                                    | Arabisch: Al-Bayḍā / ٱلْبَيْضَاء                                                 |
| Beihan                       | Emiraat Beihan (ook wel: Bayhan)                                            | Arabisch: Bayḥān / بيحان                                                     |
| Diriyah                      | Emiraat Diriyah (ook wel: Eerste Saoedische Staat)                          | Arabisch: ad-Dir‘iyya / الدرعية                                              |
| Fadhli                       | Sultanaat Fadhli                                                            | Arabisch: Faḍlī / فضلي                                                       |
| Al-Hasa                      | Sjeikdom al-Hasa                                                            | Arabisch: al-Aḥsā / الأحساء                                                  |
| Haushabi                     | Sultanaat Haushabi                                                          | Arabisch: Al-Hawshabī / الحوشبي                                              |
| Kharj                        | Emiraat Khardj                                                              | Arabisch: al-Kharj / الخرج                                                   |
| Kathiri                      | Sultanaat Kathiri                                                           | Arabisch: al-Kathīrī / الكثيري                                               |
| Koeweit                      | Sjeikdom Koeweit                                                            | Arabisch: al-Kuwayt / الكويت                                                 |
| Lahej                        | Sultanaat Lahej (ook wel: Sultanaat Abdali / Lahij)                         | Arabisch: Laḥij / لحج                                                        |
| Mahra                        | Mahrasultanaat Qishn en Socotra (ook wel: Mahrasultanaat Ghayda en Socotra) | Arabisch: Salṭanat Mahrah fī Qishn wa Suquṭrah / سلطنة المهرة في قشن و سقطرة |
| Manfuha                      | Sjeikdom Manfuha                                                            | Arabisch: Manfuha / منفوحة                                                   |
| Mukalla                      | Staat Mukalla                                                               | Arabisch: al-Mukallā / ٱلْمُكَلَّا                                                |
| Mutayr                       | Sjeikdom Mutayr                                                             | Arabisch: Mutayr / مطير                                                      |
| Neder-Yafa                   | Sultanaat Neder-Yafa                                                        | Arabisch: Yāfiʿ al-Suflā / يافع السفلى                                       |
| Opper-Yafa                   | Staat Opper-Yafa (ook wel: Sultanaat Opper-Yafa)                            | Arabisch: Yāfiʿ al-ʿUlyā / يافع العليا                                       |
| Qasimiden                    | Imamaat van de Qasimiden (Imamaat Jemen / Imamaat van de Zaidieten)         | Arabisch:                                                                    |
| Shihr                        | Shihr                                                                       | Arabisch: Ash Shihr / الشحر                                                  |
| Subeihi                      | Sultanaat Subeihi                                                           | Arabisch: aṣ-Ṣubayḥī / الصبيحي                                               |
| Unayzah                      | Emiraat Unayzah (ook wel: Anayzah)                                          | Arabisch: Unaizah / عنيزة                                                    |
| Wahidi                       | Sultanaat Wahidi                                                            | Arabisch: Wāḥidī / واحدي                                                     |

### Landen binnen de grenzen van het Perzische Rijk
In onderstaande lijst zijn staten opgenomen die lagen in het gebied dat officieel behoorde tot Perzië, maar waarover Perzië weinig tot geen controle had.
| Korte landsnaam (Nederlands) | Officiële landsnaam (Nederlands)                               | Korte landsnaam (oorspronkelijke taal/talen)                              |
| ---------------------------- | -------------------------------------------------------------- | ------------------------------------------------------------------------- |
| Aqusha-Dargo                 | Confederatie Aqusha-Dargo                                      | Lezgisch:                                                                 |
| Ardebil                      | Kanaat Ardebil (ook wel: Ardabil / Badiroghlu)                 | Azerbeidzjaans: Ərdəbil Perzisch: Ardabīl / اردبیل                        |
| Djaro-Belokani               | Confederatie Djaro-Belokani                                    | Avaars: Tsachoerisch:                                                     |
| Elisu                        | Sultanaat Elisu (ook wel: Elisou / Ilisu)                      | Azerbeidzjaans: Georgisch: Tsachoerisch:                                  |
| Ganja                        | Kanaat Ganja                                                   | Azerbeidzjaans: Gəncə Perzisch: Ganjeh / گنجه                             |
| Gazikumukh                   | Kanaat Gazikumukh (ook wel: Lak / Kazi-Kumukh / Qazi-Qumuq)    | Lak: Gazigumukssa Khanlug Perzisch:                                       |
| Jerevan                      | Kanaat Jerevan                                                 | Armeens: Yerevan / Երևան Azerbeidzjaans: İrəvan Perzisch: Īravān / ایروان |
| Kaitag                       | Kaitag                                                         | Dargiens: Koemuks: Perzisch:                                              |
| Karabach                     | Kanaat Karabach                                                | Azerbeidzjaans: Qarabağ Perzisch: Xānāt e Qarebāq / خانات قره‌باغ          |
| Kartli-Kachetië              | Koninkrijk Kartli-Kachetië                                     | Georgisch: kartl-k'akhetis samepo / ქართლ-კახეთის სამეფო                  |
| Khalkhal                     | Kanaat Khalkhal (ook wel: Herowabad / Herow)                   | Azerbeidzjaans: Hirow / هیرو Perzisch: Khālkhāl / خالخال                  |
| Khoy                         | Kanaat Khoy (ook wel: Donboli)                                 | Azerbeidzjaans: Xoy Perzisch: Khoy / خوی                                  |
| Maku                         | Kanaat Maku (ook wel: Kangarli)                                | Azerbeidzjaans: Maku Perzisch: Mākū / ماكو                                |
| Maragha                      | Kanaat Maragha (ook wel: Maraqeh / Maragheh)                   | Azerbeidzjaans: ماراغا Perzisch: Marāgheh / مراغه                         |
| Marand                       | Kanaat Marand (ook wel: Morand)                                | Azerbeidzjaans: Mərənd Perzisch: Marand / مرند                            |
| Nachitsjevan                 | Kanaat Nachitsjevan                                            | Azerbeidzjaans: Naxçivan Perzisch: خانات نخجوان                           |
| Quba                         | Kanaat Quba (ook wel: Kuba)                                    | Azerbeidzjaans: Quba Lezgisch: Куба́                                       |
| Qutqashen                    | Sultanaat Qutqashen (ook wel: Qabala)                          | Azerbeidzjaans: Qutqaşen sultanlığı / Qəbələ mahalı Perzisch:             |
| Sarab                        | Kanaat Sarab (ook wel: Shaqaqi)                                | Azerbeidzjaans: Sərab Perzisch: Sarāb / سراب                              |
| Shaki                        | Kanaat Shaki (ook wel: Sheki / Sjeki / Şəki / Shekin / Shakki) | Azerbeidzjaans: Şəki Perzisch: خانات شکّی                                  |
| Shamakha                     | Kanaat Shamakha                                                | Azerbeidzjaans: Perzisch:                                                 |
| Tabassaran                   | Vorstendom Tabassaran (ook wel: Tabasaran)                     | Perzisch: Tabassaraans:                                                   |
| Tabriz                       | Kanaat Tabriz                                                  | Azerbeidzjaans: Təbriz Perzisch: تبریز                                    |
| Talysh                       | Kanaat Talysh (ook wel: Lankaran)                              | Azerbeidzjaans: Talış Talysh: Perzisch:                                   |
| Tarki                        | Sjamchalaat Tarki                                              | Koemuks: Targhu / Таргъу Perzisch:                                        |
| Zanjan                       | Kanaat Zanjan                                                  | Azerbeidzjaans: زنگان Perzisch: Zanjan / زنجان                            |

### Kantons en Zugewandte Orte van het Zwitserse Eedgenootschap
Het Vorstendom Neuchâtel was eveneens een Zugewandter Ort, maar tevens een deel van het Heilige Roomse Rijk en in personele unie met Pruisen verbonden, en is daarom niet in onderstaande lijst opgenomen.
| Korte landsnaam (Nederlands) | Status                                                                        | Korte landsnaam (oorspronkelijke taal/talen)                    |
| ---------------------------- | ----------------------------------------------------------------------------- | --------------------------------------------------------------- |
| Appenzell Ausserrhoden       | Halfkanton                                                                    | Duits: Appenzell Ausserrhoden                                   |
| Appenzell Innerrhoden        | Halfkanton                                                                    | Duits: Appenzell Innerrhoden                                    |
| Bazel                        | Kanton                                                                        | Duits: Basel                                                    |
| Bern                         | Kanton                                                                        | Duits: Bern Frans: Berne                                        |
| Biel                         | Zugewandter Ort en bezit van het Prinsbisdom Bazel (deel Heilige Roomse Rijk) | Duits: Biel Frans: Bienne                                       |
| Drie Bonden                  | Zugewandter Ort en alliantie: Vrijstaat van de Drie Bonden                    | Duits: Drei Bünde Italiaans: Tre Leghe Reto-Romaans: Trais Lias |
| Fribourg                     | Kanton                                                                        | Duits: Freiburg Frans: Fribourg                                 |
| Genève                       | Zugewandter Ort: Republiek Genève                                             | Frans: Genève                                                   |
| Glarus                       | Kanton                                                                        | Duits: Glarus                                                   |
| Luzern                       | Kanton                                                                        | Duits: Luzern                                                   |
| Mulhouse                     | Zugewandter Ort en rijksstad binnen het Heilige Roomse Rijk.                  | Duits: Mülhausen Elzassisch: Milhüse Frans: Mulhouse            |
| Nidwalden                    | Kanton                                                                        | Duits: Nidwalden                                                |
| Rottweil                     | Zugewandter Ort en rijksstad binnen het Heilige Roomse Rijk                   | Duits: Rottweil                                                 |
| Sankt Gallen (abdij)         | Zugewandter Ort en rijksabdij binnen het Heilige Roomse Rijk                  | Duits: Sankt Gallen                                             |
| Sankt Gallen (rijksstad)     | Zugewandter Ort en rijksstad binnen het Heilige Roomse Rijk                   | Duits: Sankt Gallen                                             |
| Schaffhausen                 | Kanton                                                                        | Duits: Schaffhausen                                             |
| Schwyz                       | Kanton                                                                        | Duits: Schwyz                                                   |
| Sept Dizains                 | Zugewandter Ort en federatie: République des Sept Dizains                     | Duits: Sieben Zehenden Frans: Sept Dizains                      |
| Solothurn                    | Kanton                                                                        | Duits: Solothurn                                                |
| Unterwalden                  | Kanton                                                                        | Duits: Unterwalden                                              |
| Uri                          | Kanton                                                                        | Duits: Uri                                                      |
| Zug                          | Kanton                                                                        | Duits: Zug                                                      |
| Zürich                       | Kanton                                                                        | Duits: Zürich                                                   |

### Autonome gebieden binnen de Marathaconfederatie
De soevereine vorst van de Marathaconfederatie was de chhatrapati. Er waren twee chhatrapati's, beide van de Bhonsle-dynastie, gezeteld in Satara en Kolhapur. De feitelijke macht was echter in handen van de peshwa (premier) van de Bhat-familie. Daarnaast hadden grote delen van het rijk een semi-autonome status. De belangrijkste dynastieën die deze gebieden bestuurden waren de Gaekwad van Baroda, de Holkar van Indore, de Scindia van Gwalior en de Puar van Dewas, maar er waren vele andere semi-autonome gebieden.
| Korte landsnaam (Nederlands) | Status                                                                   | Korte landsnaam (oorspronkelijke taal/talen) |
| ---------------------------- | ------------------------------------------------------------------------ | -------------------------------------------- |
| Ajaigarh                     | Ajaigarh (ook wel: Ajaygarh / Adjygurh)                                  | Marathi:                                     |
| Akalkot                      | Akalkot (ook wel: Akkalkot), onder bestuur van de Bhonsle-dynastie       | Marathi: अक्कलकोट                              |
| Alipura                      | Alipura                                                                  | Marathi:                                     |
| Aundh                        | Aundh                                                                    | Marathi: औंध                                  |
| Baroda                       | Baroda, onder bestuur van de Gaekwad-dynastie                            | Marathi: वडोदरा                                |
| Bhopal                       | Bhopal, onder bestuurt van de Mirazikhel-dynastie                        | Perzisch: بوپال                              |
| Bhor                         | Bhor                                                                     | Marathi: भोर                                  |
| Daphlapur                    | Daphlapur (ook wel: Daflepur), onder bestuur van de Dafle-dynastie       | Marathi:                                     |
| Dewas Junior                 | Dewas Junior, onder bestuur van de Puar-dynastie                         | Marathi:                                     |
| Dewas Senior                 | Dewas Senior, onder bestuur van de Puar-dynastie                         | Marathi:                                     |
| Dhar                         | Dhar, onder bestuur van de Puar-dynastie                                 | Marathi: धार                                  |
| Gwalior                      | Gwalior (ook wel: Ujjain), onder bestuur van de Scindia-dynastie         | Marathi: ग्वाल्हेर                               |
| Indore                       | Indore, onder bestuur van de Holkar-dynastie                             | Marathi: इंदूर                                 |
| Jaitpur                      | Jaitpur                                                                  | Marathi:                                     |
| Jaso                         | Jaso (ook wel: Jassu)                                                    | Marathi:                                     |
| Jath                         | Jath (ook wel: Joth), onder bestuur van de Dafle-dynastie                | Marathi: जत                                  |
| Kolhapur                     | Kolhapur, onder bestuur van de Bhonsle-dynastie                          | Marathi: कोल्हापूर                               |
| Kurundvad                    | Kurundvad (ook wel: Kurandvad), onder bestuur van de Patwardhan-dynastie | Marathi:                                     |
| Miraj                        | Miraj, onder bestuur van de Patwardhan-dynastie                          | Marathi: मिरज                                 |
| Nagpur                       | Nagpur, onder bestuur van de Bhonsle-dynastie                            | Marathi: नागपूर                                |
| Panna                        | Panna                                                                    | Marathi: पन्ना                                 |
| Phaltan                      | Phaltan, onder bestuur van de Nimbalkar-dynastie                         | Marathi: फलटण                                |
| Thanjavur                    | Thanjavur (ook wel: Tanjore), onder bestuur van de Bhonsle-dynastie      | Marathi: तंजावूर                                |

### Staten binnen het Mogolrijk
Onderstaande staten behoorden officieel tot het Mogolrijk, maar waren daarvan in feite onafhankelijk. Veel van deze staten, zoals Haiderabad en de staten in Rajasthan (waaronder Bharatpur, Bikaner, Jaipur, Jaisalmer, Jodhpur, Kishangarh, Pratapgarh en Udaipur) betaalden tribuut aan de Marathaconfederatie, maar ze waren er verder onafhankelijk van. De Misls van de Sikhs in de regio Punjab zijn niet in onderstaande lijst weergegeven, maar waren ook in grote mate onafhankelijk. 
| Korte landsnaam (Nederlands) | Status                                                 | Korte landsnaam (oorspronkelijke taal/talen)   |
| ---------------------------- | ------------------------------------------------------ | ---------------------------------------------- |
| Alwar                        | Alwar (ook wel: Ulwar)                                 | Rajasthani: अलवर                               |
| Avadh                        | Koninkrijk Avadh (ook wel: Awadh / Oudh)               | Avadhi en Hindoestani: Avadha / अवध Urdu: اودھ |
| Banswara                     | Banswara                                               | Wagdi:                                         |
| Barwani                      | Barwani                                                | Hindoestani: Baḍwāni / बड़वानी                    |
| Bharatpur                    | Koninkrijk Bharatpur (ook wel: Jat Staat)              | Hindoestani: Bharatpur / भरतपुर                 |
| Bikaner                      | Bikaner                                                | Rajasthani: बिकाणो                                |
| Bundi                        | Bundi                                                  | Hindoestani: Būndī / बूंदी                        |
| Dungarpur                    | Dungarpur                                              | Wagdi:                                         |
| Haiderabad                   | Haiderabad (ook wel: Dominions van de Nizam)           | Perzisch: حیدرآباد                             |
| Jaipur                       | Jaipur                                                 | Hindi: Jayapur /जयपुर                           |
| Jaisalmer                    | Jaisalmer                                              | Rajasthani: जैसलमेर                              |
| Jodhpur                      | Jodhpur (ook wel: Marwar)                              | Rajasthani: जोधपुर Urdu: جودهپُور                 |
| Karauli                      | Karauli                                                | Hindi: करौली                                     |
| Kishangarh                   | Kishangarh                                             | Rajasthani:                                    |
| Kota                         | Kota (ook wel: Kotah)                                  | Rajasthani: कोटा                                 |
| Pratapgarh                   | Pratapgarh (ook wel: Pratabgarh)                       | Rajasthani:                                    |
| Sirohi                       | Sirohi                                                 | Rajasthani:                                    |
| Udaipur                      | Koninkrijk Udaipur (ook wel: Sisodia-dynastie / Mewar) | Mewari:                                        |

### Balinese koninkrijken
Het Koninkrijk Bali bestond uit diverse zelfstandige koninkrijken, waarbij de koning van Klungkung fungeerde als een primus inter pares.
| Korte landsnaam (Nederlands) | Status                              | Korte landsnaam (oorspronkelijke taal/talen) |
| ---------------------------- | ----------------------------------- | -------------------------------------------- |
| Badung                       | Koninkrijk Badung                   | Balinees: Badung                             |
| Buleleng                     | Koninkrijk Buleleng                 | Balinees: Buleleng                           |
| Gianyar                      | Koninkrijk Gianyar                  | Balinees: Gianyar                            |
| Jembrana                     | Koninkrijk Jembrana                 | Balinees: Jembrana                           |
| Karangasem                   | Koninkrijk Karangasem               | Balinees: Karangasem                         |
| Klungkung                    | Koninkrijk Klungkung                | Balinees: Klungkung                          |
| Mengwi                       | Koninkrijk Mengwi                   | Balinees: Mengwi                             |
| Sukawati                     | Koninkrijk Sukawati (ook wel: Ubud) | Balinees: Sukawati                           |
| Tabanan                      | Koninkrijk Tabanan                  | Balinees: Tabanan                            |

### Niet algemeen erkende landen
| Korte landsnaam (Nederlands)                    | Lange landsnaam (Nederlands)                                          | Korte landsnaam (oorspronkelijke taal/talen)                     |
| ----------------------------------------------- | --------------------------------------------------------------------- | ---------------------------------------------------------------- |
| Antogil                                         | Koninkrijk Antogil                                                    |                                                                  |
| Couto Misto                                     | Couto Misto                                                           | Galicisch: Couto Mixto Portugees: Couto Misto Spaans: Coto Mixto |
| Mombassa                                        | Sultanaat Mombassa                                                    | Arabisch: مومباسا                                                |
| Vermont (vanaf 2 juni)                          | Republiek Vermont                                                     | Engels en Frans: Vermont                                         |
| (tot 14 juni) Verenigde Staten (vanaf 14 juni)  | Verenigde Staten van Amerika                                          | Engels: United States                                            |
| Nieuw-Connecticut (vanaf 15 januari tot 2 juni) | Republiek Nieuw-Connecticut (ook wel: Republiek van de Groene Bergen) | Engels: New Connecticut Frans: Nouveau Connecticut               |

## Niet-onafhankelijke gebieden
Hieronder staat een lijst van afhankelijke gebieden.

### Niet-onafhankelijke gebieden van Ashanti
| Korte landsnaam (Nederlands) | Status     | Korte landsnaam (oorspronkelijke taal/talen) |
| ---------------------------- | ---------- | -------------------------------------------- |
| Denkyira                     | Vazalstaat | Akan: Denkyira                               |

### Niet-onafhankelijke gebieden van Banjarmasin
| Korte landsnaam (Nederlands) | Status                                           | Korte landsnaam (oorspronkelijke taal/talen) |
| ---------------------------- | ------------------------------------------------ | -------------------------------------------- |
| Pasir                        | Sultanaat Pasir (ook wel: Paser)                 | Maleis: Paser                                |
| Pagatan                      | Koninkrijk Pagatan (ook wel: Pagattan / Pegatan) | Maleis: Pagatan                              |

### Birmese niet-onafhankelijke gebieden
| Korte landsnaam (Nederlands) | Status                           | Korte landsnaam (oorspronkelijke taal/talen) |
| ---------------------------- | -------------------------------- | -------------------------------------------- |
| Vientiane                    | Vazalstaat: Koninkrijk Vientiane | Birmaans: Laotiaans: Wieng Chan / ວຽງຈັນ      |

### Britse niet-onafhankelijke gebieden
| Korte landsnaam (Nederlands)                   | Status | Korte landsnaam (oorspronkelijke taal/talen)         |
| ---------------------------------------------- | --- | ---------------------------------------------------- |
| Alderney                                       | Brits Kroonbezit | Engels: Alderney Frans: Aurigny                      |
| Bahama's                                       | Kroonkolonie | Engels: Bahama Islands                               |
| Barbados                                       | Kolonie | Engels: Barbados                                     |
| Bermuda                                        | Kroonkolonie | Engels: Bermuda                                      |
| Britse Bovenwindse Eilanden                    | Kolonie | Engels: Leeward Islands                              |
| Britse Goudkust                                | Overzees bezit, eigendom van de Company of Merchants Trading to Africa                                                | Engels: Gold Coast                                   |
| Dominica                                       | Kolonie | Engels: Dominica                                     |
| Fort William                                   | Overzees bezit | Engels: Fort William at Whydah                       |
| Georgia (tot 8 mei)                            | Kolonie | Engels: Georgia                                      |
| Gibraltar                                      | Overzees bezit | Engels: Gibraltar                                    |
| Guernsey                                       | Brits Kroonbezit | Engels: Guernsey Frans: Guernesey                    |
| Hannover                                       | Keurvorstendom Brunswijk-Lüneburg: deel van het Heilige Roomse Rijk, in personele unie met Groot-Brittannië verbonden | Duits: Hannover Engels: Hanover                      |
| Ierland                                        | Brits Kroonbezit: Koninkrijk Ierland                                                                                  | Engels: Ireland Iers: Éire                           |
| Indianenreservaat                              | Overzees bezit | Engels: Indian Reserve                               |
| Jamaica                                        | Kroonkolonie | Engels: Jamaica                                      |
| Jersey                                         | Brits Kroonbezit | Engels en Frans: Jersey                              |
| Man                                            | Bezit | Engels: Isle of Man Manx-Gaelisch: Ellan Vannin      |
| Mary Ballcouts Eiland                          | Overzees bezit | Engels: Mary Ballcout's Island                       |
| Minorca                                        | Kolonie | Engels: Minorca                                      |
| Miskitokoninkrijk                              | Protectoraat: Miskitokoninkrijk                                                                                       | Engels: Mosquito Kingdom Miskito:                    |
| New York                                       | Kolonie | Engels: New York                                     |
| Newfoundland                                   | Kolonie | Engels: Newfoundland                                 |
| Noordwestelijk Territorium                     | Eigendom van de Hudson's Bay Company                                                                                  | Engels: North-Western Territory                      |
| Nova Scotia                                    | Kolonie | Engels: Nova Scotia                                  |
| Oost-Florida                                   | Kolonie | Engels: East Florida                                 |
| Oost-Indië                                     | Gebied van de Britse Oost-Indische Compagnie                                                                          | Engels: East India                                   |
| Prins Edwardeilanden                           | Overzees bezit | Engels: Prince Edward Islands                        |
| Quebec                                         | Kolonie | Engels: Quebec Frans: Québec                         |
| Saint John's Island                            | Kolonie | Engels: Saint John's Island                          |
| Saint Vincent                                  | Kroonkolonie | Engels: Saint Vincent                                |
| Senegambia                                     | Kroonkolonie | Engels: Senegambia                                   |
| Shenge                                         | Protectoraat | Engels: Shenge                                       |
| Sint-Helena                                    | Gebied van de Britse Oost-Indische Compagnie                                                                          | Engels: Saint Helena                                 |
| Stikineterritorium                             | Overzees bezit | Engels: Stickeen Territories / Stikine Territory     |
| West-Florida                                   | Kolonie | Engels: West Florida                                 |
| Zuid-Caribische Eilanden                       | Kolonie | Engels: Southern Caribbean Islands                   |
| Zuid-Georgië en de Zuidelijke Sandwicheilanden | Overzees bezit | Engels: South Georgia and the South Sandwich Islands |

### Niet-onafhankelijke gebieden van Buchara
| Korte landsnaam (Nederlands) | Status                                        | Korte landsnaam (oorspronkelijke taal/talen) |
| ---------------------------- | --------------------------------------------- | -------------------------------------------- |
| Andkhoy                      | Vazalstaat: Kanaat Andkhoy (ook wel: Andkhui) |                                              |

### Chinese niet-onafhankelijke gebieden
| Korte landsnaam (Nederlands) | Status                                               | Korte landsnaam (oorspronkelijke taal/talen) |
| ---------------------------- | ---------------------------------------------------- | -------------------------------------------- |
| Hunza                        | Vazalstaat: Hunza (ook wel: Kanjut)                  | Urdu: Hunza / ہنزہ                           |
| Kokand                       | Vazalstaat: Kanaat Kokand (ook wel: Kanaat Farghana) | Perzisch: خوقند Russisch: Коканд             |
| Lanfang (vanaf 1777)         | Vazalstaat: Republiek Lanfang                        | Mandarijn: Lánfāng Gònghéguó / 蘭芳共和國    |
| Tibet                        | Vazalstaat                                           | Tibetaans: Bod / བོད་                         |

### Deense niet-onafhankelijke gebieden
| Korte landsnaam (Nederlands) | Status                                                                                                  | Korte landsnaam (oorspronkelijke taal/talen) |
| ---------------------------- | --- | -------------------------------------------- |
| Deens-Oost-Indië             | Eigendom van de Deense Oost-Indische Compagnie                                                          | Deens: Dansk Ostindien                       |
| Deens-West-Indië             | Kolonie                                                                                                 | Deens: Dansk Vestindien                      |
| Deense Goudkust              | Kolonie                                                                                                 | Deens: Den danske Guldkyst                   |
| Groenland                    | Kolonie                                                                                                 | Deens: Grønland                              |
| Holstein                     | Hertogdom Holstein, in personele unie met Denemarken verbonden en onderdeel van het Heilige Roomse Rijk | Deens: Holsten Duits: Holstein               |
| IJsland                      | Kolonie                                                                                                 | Deens: Ísland                                |
| Sleeswijk                    | Vazalstaat: Hertogdom Sleeswijk, in personele unie met Denemarken verbonden                             | Deens: Slesvig Duits: Schleswig              |

### Franse niet-onafhankelijke gebieden
| Korte landsnaam (Nederlands) | Status                           | Korte landsnaam (oorspronkelijke taal/talen)   |
| ---------------------------- | -------------------------------- | ---------------------------------------------- |
| Bouillon                     | Protectoraat: Hertogdom Bouillon | Frans: Bouillon                                |
| Bourbon                      | Kolonie                          | Frans: Île Bourbon                             |
| Crozeteilanden               | Overzees bezit                   | Frans: Îles Crozet                             |
| Fort Saint-Louis             | Overzees bezit                   | Frans: Fort Saint-Louis                        |
| Franse Antillen              | Kolonie                          | Frans: Îles du Vent                            |
| Franse Goudkust              | Overzees bezit                   | Frans: Établissements français de la Côte-d'Or |
| Frans-Guyana                 | Kolonie                          | Frans: Guyane Français                         |
| Frans-Oost-Indië             | Kolonie                          | Frans: Indes-Orientales                        |
| Gorée                        | Kolonie                          | Frans: Île de Gorée                            |
| Guadeloupe                   | Kolonie                          | Frans: Guadeloupe                              |
| Île de France                | Kolonie                          | Frans: Île de France                           |
| Kerguelen                    | Overzees bezit                   | Frans: Îles Kerguelen                          |
| Monaco                       | Protectoraat: Vorstendom Monaco  | Frans: Monaco                                  |
| Saint-Domingue               | Kolonie                          | Frans: Saint-Domingue                          |
| Saint-Lucie                  | Kolonie                          | Frans: Saint-Lucie                             |
| Saint-Pierre en Miquelon     | Kolonie                          | Frans: Saint-Pierre-et-Miquelon                |
| Seychellen                   | Overzees bezit                   | Frans: Îles de Séchelles                       |

### Niet-onafhankelijke gebieden van Genua
| Korte landsnaam (Nederlands) | Status                          | Korte landsnaam (oorspronkelijke taal/talen) |
| ---------------------------- | ------------------------------- | -------------------------------------------- |
| Finale                       | Feodaal bezit: Markizaat Finale | Italiaans: Finale                            |
| Noli                         | Protectoraat: Republiek Noli    | Italiaans: Noli                              |

### Bezittingen van het Habsburgse Rijk
| Korte landsnaam (Nederlands) | Status                                                                                              | Korte landsnaam (oorspronkelijke taal/talen)                                                                    |
| ---------------------------- | --------------------------------------------------------------------------------------------------- | --- |
| Bohemen                      | Koninkrijk Bohemen: land van de Boheemse kroon en deel van het Heilige Roomse Rijk                  | Duits: Böhmen Latijn: Regnum Bohemiae Tsjechisch: Ceské království                                              |
| Galicië en Lodomerië         | Koninkrijk Galicië en Lodomerië met het Groothertogdom Krakau en de Hertogdommen Auschwitz en Zator | Duits: Galizien und Lodomerien Oekraïens: Королівство Галичини і Лодомерії Pools: Królestwo Galicji i Lodomerii |
| Görz en Gradisca             | Graafschap Görz en Gradisca: erfland en deel van het Heilige Roomse Rijk                            | Duits: Görz und Gradisca                                                                                        |
| Hongarije                    | Koninkrijk Hongarije: land van de Heilige Hongaarse Stefanskroon                                    | Duits: Ungarn Hongaars: Magyar Latijn: Regnum Hungariae                                                         |
| Karinthië                    | Hertogdom Karinthië: erfland en deel van het Heilige Roomse Rijk                                    | Duits: Kärnten Sloveens: Koroška                                                                                |
| Krain                        | Hertogdom Krain: erfland en deel van het Heilige Roomse Rijk                                        | Duits: Krain Sloveens: Kranjska                                                                                 |
| Kroatië                      | Koninkrijk Kroatië: land van de Heilige Hongaarse Stefanskroon                                      | Duits: Kroatien Kroatisch: Hrvatska Latijn: Croatia                                                             |
| Milaan                       | Hertogdom Milaan: Habsburgs bezit, in naam een onderdeel van het Heilige Roomse Rijk                | Duits: Miland Italiaans: Milano                                                                                 |
| Moravië                      | Markgraafschap Moravië: land van de Boheemse kroon en deel van het Heilige Roomse Rijk              | Duits: Mähren Latijn: Moravia Tsjechisch: Morava                                                                |
| Neder-Oostenrijk             | Aartshertogdom Oostenrijk beneden de Enns: erfland en deel van het Heilige Roomse Rijk              | Duits: Österreich unter der Enns                                                                                |
| Oostenrijks-Silezië          | Hertogdom Opper- en Neder-Silezië: land van de Boheemse kroon en deel van het Heilige Roomse Rijk   | Duits: Österreichisch Schlesien Pools: Slask Austriacki Tsjechisch: Rakouské Slezsko                            |
| Oostenrijkse Nederlanden     | Personele unie van lenen van het Heilige Roomse Rijk onder Habsburgs bestuur                        | Duits: Österreichische Niederlande Frans: Pays-Bas autrichiens Nederlands: Oostenrijkse Nederlanden             |
| Opper-Oostenrijk             | Aartshertogdom Oostenrijk boven de Enns: erfland en deel van het Heilige Roomse Rijk                | Duits: Österreich ob der Enns                                                                                   |
| Slavonië                     | Koninkrijk Slavonië: land van de Heilige Hongaarse Stefanskroon                                     | Duits: Slawonien Hongaars: Szlavón Királyság Kroatisch: Slavonija Latijn: Sclavonia                             |
| Stiermarken                  | Hertogdom Stiermarken: erfland en deel van het Heilige Roomse Rijk                                  | Duits: Steiermark Sloveens: Stajerska                                                                           |
| Temeswar                     | Banaat Temeswar: provincie van het Habsburgse Rijk                                                  | Duits: Temeswar Hongaars: Temesvár Roemeens: Timișoara Servisch: Temišvar / Темишвар                            |
| Tirol                        | Graafschap Tirol: erfland en deel van het Heilige Roomse Rijk                                       | Duits: Tirol |
| Transsylvanië                | Grootvorstendom Transsylvanië (ook wel: Zevenburgen): land van de Heilige Hongaarse Stefanskroon    | Duits: Siebenbürgen Hongaars: Erdély Latijn: Transsilvania Roemeens: Transilvania                               |
| Triëst                       | Erfland en deel van het Heilige Roomse Rijk                                                         | Duits: Triest Italiaans: Trieste Sloveens: Trst                                                                 |
| Voor-Oostenrijk              | Verzameling Habsburgse bezittingen en deel van het Heilige Roomse Rijk                              | Duits: Vorderösterreich                                                                                         |
| West-Galicië                 | Habsburgse bezitting                                                                                | Duits: Westgalizien Pools: Galicja Zachodnia                                                                    |

### Niet-onafhankelijke gebieden van Janjira
| Korte landsnaam (Nederlands) | Status                                                                 | Korte landsnaam (oorspronkelijke taal/talen) |
| ---------------------------- | ---------------------------------------------------------------------- | -------------------------------------------- |
| Jafarabad                    | Jafarabad (ook wel: Jafrabad), in personele unie met Janjira verbonden | Gujarati: જાફરાબાદ                              |

### Japanse niet-onafhankelijke gebieden
| Korte landsnaam (Nederlands) | Status                        | Korte landsnaam (oorspronkelijke taal/talen)                    |
| ---------------------------- | ----------------------------- | --------------------------------------------------------------- |
| Riukiu                       | Vazalstaat: Koninkrijk Riukiu | Japans: Ryūkyū Ōkoku / 琉球王国 Riukiuaans: Rūchū-kuku / 琉球國 |

### Niet-onafhankelijke gebieden van Johor
| Korte landsnaam (Nederlands) | Status                       | Korte landsnaam (oorspronkelijke taal/talen) |
| ---------------------------- | ---------------------------- | -------------------------------------------- |
| Muar                         | Vazalstaat                   | Maleis: Muar                                 |
| Pahang                       | Vazalstaat: Sultanaat Pahang | Maleis: Pahang                               |

### Niet-onafhankelijke gebieden van de Kerkelijke Staat
| Korte landsnaam (Nederlands) | Status                                     | Korte landsnaam (oorspronkelijke taal/talen)                 |
| ---------------------------- | ------------------------------------------ | ------------------------------------------------------------ |
| Avignon                      | Pauselijk domein                           | Frans: Avignon Latijn: Avenio                                |
| Venaissin                    | Graafschap Venaissin, een Pauselijk domein | Frans: Comtat Latijn: Pagus Vendascinus Provençaals: Coumtat |

### Niet-onafhankelijke gebieden van Kutai
| Korte landsnaam (Nederlands) | Status                                   | Korte landsnaam (oorspronkelijke taal/talen) |
| ---------------------------- | ---------------------------------------- | -------------------------------------------- |
| Berau                        | Vazalstaat: Sultanaat Berau              | Maleis: Berau                                |
| Bulungan (vanaf 1777)        | Vazalstaat van Berau: Sultanaat Bulungan | Maleis: Bulungan / بولوڠن                    |

### Luiks-Nederlandse niet-onafhankelijke gebieden
| Korte landsnaam (Nederlands) | Status                                                 | Korte landsnaam (oorspronkelijke taal/talen) |
| ---------------------------- | ------------------------------------------------------ | -------------------------------------------- |
| Maastricht                   | Condominium van Luik en de Zeven Verenigde Nederlanden | Nederlands: Maastricht                       |

### Niet-onafhankelijke gebieden van Mysore
| Korte landsnaam (Nederlands) | Status                                           | Korte landsnaam (oorspronkelijke taal/talen) |
| ---------------------------- | ------------------------------------------------ | -------------------------------------------- |
| Cochin                       | Tribuutstaat: Koninkrijk Cochin (ook wel: Kochi) | Malayalam: കൊച്ചി                               |

### Nederlandse niet-onafhankelijke gebieden
De Republiek der Zeven Verenigde Nederlanden was een confederatie bestaande uit zeven provincies die vertegenwoordigd waren in de Staten-Generaal: de Heerlijkheid Friesland, het Hertogdom Gelre, het Graafschap Holland, de Heerlijkheid Overijssel, de Stad en Lande (Groningen), de Heerlijkheid Utrecht en het Graafschap Zeeland. Daarnaast omvatte het ook het Landschap Drenthe en de generaliteitslanden Staats-Brabant, Staats-Opper-Gelre, Staats-Overmaas en Staats-Vlaanderen. Het generaliteitsland Westerwolde was de facto een onderdeel van Stad en Lande. Buren, Culemborg, IJsselstein, Bokhoven, Boxmeer, Gemert, Megen en Ravenstein waren onderdeel van het Heilige Roomse Rijk en behoorden officieel niet tot de Republiek. Ze stonden in de praktijk wel onder Nederlandse invloed en zijn daarom hieronder vermeld. Buren, Culemborg en IJsselstein waren tevens bezittingen van de Prins van Oranje. 

In onderstaande lijst staan verder de gebieden vermeld die onder bestuur stonden van de VOC of de WIC. Kleine handelsposten, gelegen op het grondgebied van andere onafhankelijke staten, zijn niet weergegeven. Ook niet apart vermeld zijn de staten (vorstenlanden) in de Indische Archipel die onder protectie stonden van de VOC en soms een grote mate van autonomie hadden. Voorbeelden hiervan zijn: Bacan, Bantam, Bima, Cirebon, Gowa, Mataram, Siau, Tabukan, Tallo en Tidore. De Maldiven stonden eveneens onder protectie van de VOC (vanuit Ceylon).
| Korte landsnaam (Nederlands) | Status | Korte landsnaam (oorspronkelijke taal/talen)               |
| ---------------------------- | --- | ---------------------------------------------------------- |
| Amboina                      | Gouvernement van de VOC                                                                                              | Nederlands: Amboina / Amboyna                              |
| Aruba                        | Eigendom van de West-Indische Compagnie                                                                              | Nederlands: Aruba                                          |
| Banda                        | Gouvernement van de VOC                                                                                              | Nederlands: Banda                                          |
| Batavia                      | Gouvernement van de VOC                                                                                              | Nederlands: Batavia                                        |
| Berbice                      | Kolonie | Nederlands: Berbice                                        |
| Bokhoven                     | Graafschap Bokhoven, deel van het Heilige Roomse Rijk                                                                | Nederlands: Bokhoven                                       |
| Boxmeer                      | Heerlijkheid Boxmeer, deel van het Heilige Roomse Rijk                                                               | Nederlands: Boxmeer                                        |
| Buren                        | Graafschap Buren, bezitting van de Prinsen van Oranje en deel van het Heilige Roomse Rijk                            | Nederlands: Buren                                          |
| Ceylon                       | Gouvernement van de VOC                                                                                              | Nederlands: Zeylan / Seylon / Seylan                       |
| Cheribon                     | Residentie van de VOC                                                                                                | Nederlands: Cheribon                                       |
| Coromandel                   | Gouvernement van de VOC                                                                                              | Nederlands: Coromandel                                     |
| Culemborg                    | Graafschap Culemborg, bezitting van de Prinsen van Oranje en deel van het Heilige Roomse Rijk                        | Nederlands: Culemborg                                      |
| Curaçao                      | Eigendom van de West-Indische Compagnie                                                                              | Nederlands: Curaçao                                        |
| Essequebo en Demerary        | Kolonie | Nederlands: Essequebo en Demerary                          |
| Gemert                       | Heerlijkheid Gemert, deel van het Heilige Roomse Rijk                                                                | Nederlands: Gemert                                         |
| IJsselstein                  | Baronie IJsselstein, bezitting van de Prinsen van Oranje en heerlijkheid (Vrije Baronie) van het Heilige Roomse Rijk | Nederlands: IJsselstein                                    |
| Java's Noordoostkust         | Gouvernement van de VOC                                                                                              | Nederlands: Java's Noordkust                               |
| Kaapkolonie                  | Kolonie (handelspost) van de VOC                                                                                     | Nederlands: Tussenstation Kaap de Goede Hoop               |
| Makassar (ook wel: Celebes)  | Gouvernement van de VOC                                                                                              | Nederlands: Makassar                                       |
| Malabar (ook wel: Cochin)    | Commandement van de VOC                                                                                              | Nederlands: Malabar                                        |
| Megen                        | Graafschap Megen, deel van het Heilige Roomse Rijk                                                                   | Nederlands: Megen                                          |
| Molukken                     | Gouvernement van de VOC                                                                                              | Nederlands: Molukken                                       |
| Nederlands-Bengalen          | Directoraat van de VOC                                                                                               | Nederlands: Bengalen                                       |
| Nederlands-Malakka           | Gouvernement van de VOC                                                                                              | Nederlands: Malakka / Melakka / Mallacca                   |
| Nederlands-Timor             | Eigendom van de VOC                                                                                                  | Nederlands: Timor                                          |
| Nederlandse Goudkust         | Eigendom van de West-Indische Compagnie                                                                              | Nederlands: Nederlandsche Bezittingen ter Kuste van Guinea |
| Ravenstein                   | Land van Ravenstein (ook wel: Heerlijkheid Ravenstein), deel van het Heilige Roomse Rijk                             | Duits en Nederlands: Ravenstein                            |
| Sint-Eustatius               | Eigendom van de West-Indische Compagnie                                                                              | Nederlands: Sint-Eustatius                                 |
| Sint-Maarten                 | Eigendom van de West-Indische Compagnie                                                                              | Nederlands: Sint-Maarten                                   |
| Sumatra's Westkust           | Commandement van de VOC                                                                                              | Nederlands: Sumatra's Westkust                             |
| Suratte                      | Directoraat van de VOC                                                                                               | Nederlands: Suratte / Soeratte                             |
| Suriname                     | Kolonie | Nederlands: Suriname                                       |

### Ottomaanse niet-onafhankelijke gebieden
Egypte en Tunis waren onderdelen van het Ottomaanse Rijk, maar hadden een grote mate van autonomie.
| Korte landsnaam (Nederlands) | Status                             | Korte landsnaam (oorspronkelijke taal/talen)                |
| ---------------------------- | ---------------------------------- | ----------------------------------------------------------- |
| Abchazië                     | Vazalstaat: Vorstendom Abchazië    | Abchazisch: Apsny / Аҧсны́                                   |
| Baban                        | Vazalstaat: Emiraat Baban          | Koerdisch:                                                  |
| Badinan                      | Vazalstaat: Badinan                | Koerdisch:                                                  |
| Bitlis                       | Vazalstaat: Vorstendom Bitlis      | Koerdisch:                                                  |
| Botan                        | Vazalstaat: Emiraat Botan (Bokhti) | Koerdisch:                                                  |
| Egypte                       | Eyalet Egypte                      | Arabisch: Miṣr / مِصر Osmaans: Mısır / میصیر                 |
| Goeria                       | Vazalstaat: Vorstendom Goeria      | Georgisch: Guria / გურია                                    |
| Hakkari                      | Vazalstaat: Emiraat Hakkari        | Koerdisch:                                                  |
| Imeretië                     | Vazalstaat: Koninkrijk Imeretië    | Georgisch: Imeretis Samepho / იმერეთის სამეფო               |
| Krim (tot 21 april)          | Vazalstaat: Kanaat van de Krim     | Krim-Tataars: Qırım Yurtu / قريم يورتى Osmaans: خانية القرم |
| Mingrelië                    | Vazalstaat: Vorstendom Mingrelië   | Mingreels:                                                  |
| Moldavië                     | Vazalstaat: Vorstendom Moldavië    | Osmaans: Bogdan Roemeens: Moldova                           |
| Mukriyan                     | Vazalstaat: Mukriyan               | Koerdisch:                                                  |
| Şirvan                       | Vazalstaat: Emiraat Şirvan         | Koerdisch:                                                  |
| Soran                        | Vazalstaat: Emiraat Soran          | Koerdisch:                                                  |
| Svanetië                     | Vazalstaat: Vorstendom Svanetië    | Svanetisch:                                                 |
| Taqali                       | Vazalstaat: Taqali                 | Taqali: Taqali                                              |
| Tunis                        | Beylik Tunis                       | Arabisch: Osmaans:                                          |
| Walachije                    | Vazalstaat: Vorstendom Walachije   | Osmaans: Eflak Roemeens: Valahia                            |

### Niet-onafhankelijke gebieden van Ouaddaï
| Korte landsnaam (Nederlands) | Status                          | Korte landsnaam (oorspronkelijke taal/talen) |
| ---------------------------- | ------------------------------- | -------------------------------------------- |
| Dar Runga                    | Vazalstaat: Sultanaat Dar Runga |                                              |

### Perzische niet-onafhankelijke gebieden
| Korte landsnaam (Nederlands) | Status                                 | Korte naam (oorspronkelijke taal/talen)                    |
| ---------------------------- | -------------------------------------- | ---------------------------------------------------------- |
| Ardalan                      | Vazalstaat: Ardalan (ook wel: Erdalan) | Koerdisch: Perzisch: Ardalān / اردلان                      |
| Karadach                     | Vazalstaat: Kanaat Karadach            | Azerbeidzjaans: قاراداغ خانلیغی Perzisch: خانات قره‌داغ     |
| Urmia                        | Vazalstaat: Kanaat Urmia               | Azerbeidzjaans: Urmiya / اورمیه و Perzisch: Urmia / ارومیه |

### Poolse niet-onafhankelijke gebieden
| Korte landsnaam (Nederlands) | Status                                                 | Korte landsnaam (oorspronkelijke taal/talen)                                                                       |
| ---------------------------- | ------------------------------------------------------ | --- |
| Koerland en Semgallen        | Vazalstaat: Koerland en Semgallen                      | Duits: Kurland und Semgallen Latijn: Curlandia et Semigallia Lets: Kurzeme un Zemgale Pools: Kurlandia i Semigalia |
| Pilten                       | Bisdom, in personele unie met het gemenebest verbonden | Duits: Pilten Lets: Piltene Pools: Piltyń                                                                          |

### Portugese niet-onafhankelijke gebieden
| Korte landsnaam (Nederlands) | Status                | Korte landsnaam (oorspronkelijke taal/talen) |
| ---------------------------- | --------------------- | -------------------------------------------- |
| Ano Bom                      | Kolonie               | Portugees: Ano Bom                           |
| Azoren                       | Kapiteinsgeneraliteit | Portugees: Açores                            |
| Brazilië                     | Onderkoninkrijk       | Portugees: Brasil                            |
| Fernão do Po                 | Kolonie               | Portugees: Fernão do Po                      |
| Kaapverdië                   | Kolonie               | Portugees: Cabo Verde                        |
| Macau                        | Kolonie               | Portugees: Macau                             |
| Madeira                      | Kolonie               | Portugees: Madeira                           |
| Portugees-Indië              | Kolonie               | Portugees: Estado da Índia                   |
| Portugees-Oost-Afrika        | Kolonie               | Portugees: África Oriental Portuguesa        |
| Portugees-West-Afrika        | Kolonie               | Portugees: África Ocidental Portuguesa       |
| Sao Tomé en Principe         | Kolonie               | Portugees: São Tomé e Príncipe               |

### Pruisische niet-onafhankelijke gebieden
Het Koninkrijk Pruisen was formeel een personele unie tussen het Keurvorstendom Brandenburg, dat onderdeel was van het Heilige Roomse Rijk, en het eigenlijke Koninkrijk Pruisen, dat geen onderdeel was van het Heilige Roomse Rijk. In de praktijk was Brandenburg echter een onderdeel van het Koninkrijk Pruisen met als staatshoofd de Koning in Pruisen.
| Korte landsnaam (Nederlands) | Status | Korte landsnaam (oorspronkelijke taal/talen) |
| ---------------------------- | --- | -------------------------------------------- |
| Brandenburg                  | Keurvorstendom Brandenburg (ook wel: Markgraafschap Brandenburg): onderdeel van het Heilige Roomse Rijk                                                  | Duits: Brandenburg                           |
| Neuchâtel                    | Vorstendom Neuchâtel: onderdeel van het Heilige Roomse Rijk, Zugewandter Ort van het Zwitserse Eedgenootschap en in personele unie met Pruisen verbonden | Duits: Neuenburg Frans: Neuchâtel            |

### Russische niet-onafhankelijke gebieden
| Korte landsnaam (Nederlands) | Status                         | Korte landsnaam (oorspronkelijke taal/talen)                                                                |
| ---------------------------- | ------------------------------ | --- |
| Grote Horde                  | Protectoraat                   | Kazachs: Ulı jüz / Ұлы жүз                                                                                  |
| Kleine Horde                 | Protectoraat                   | Kazachs: Kişi jüz / Кіші жүз                                                                                |
| Krim (vanaf 21 april)        | Vazalstaat: Kanaat van de Krim | Krim-Tataars: Qırım Yurtu / قريم يورتى Osmaans: خانية القرم Russisch: Krymskoye khanstvo / Крымское ханство |
| Middelste Horde              | Protectoraat                   | Kazachs: Orta jüz / Орта жүз                                                                                |

### Rwandese niet-onafhankelijke gebieden
| Korte landsnaam (Nederlands) | Status                                                        | Korte landsnaam (oorspronkelijke taal/talen) |
| ---------------------------- | ------------------------------------------------------------- | -------------------------------------------- |
| Buhoma                       | Vazalstaat: Koninkrijk Buhoma                                 | Kinyarwanda: Buhoma                          |
| Bukonja                      | Vazalstaat: Koninkrijk Bukonja                                | Kinyarwanda: Bukonja                         |
| Bukunzi                      | Vazalstaat: Koninkrijk Bukunzi (ook wel: Koninkrijk Mbirizi)  | Kinyarwanda: Bukunzi                         |
| Bushiru                      | Vazalstaat: Koninkrijk Bushiru                                | Kinyarwanda: Bushiru                         |
| Busozo                       | Vazalstaat: Koninkrijk Busozo                                 | Kinyarwanda: Busozo                          |
| Cyingogo                     | Vazalstaat: Koninkrijk Cyingogo (ook wel: Koninkrijk Kingogo) | Kinyarwanda: Cyingogo                        |
| Kibari                       | Vazalstaat: Koninkrijk Kibari                                 | Kinyarwanda: Kibari                          |
| Ruhengeri                    | Vazalstaat: Koninkrijk Ruhengeri                              | Kinyarwanda: Ruhengeri                       |

### Niet-onafhankelijke gebieden van Siak
| Korte landsnaam (Nederlands) | Status                        | Korte landsnaam (oorspronkelijke taal/talen) |
| ---------------------------- | ----------------------------- | -------------------------------------------- |
| Langkat                      | Vazalstaat: Sultanaat Langkat | Maleis: Langkat                              |
| Serdang                      | Vazalstaat: Sultanaat Serdang | Maleis: Serdang                              |

### Siamese niet-onafhankelijke gebieden
Perlis was onderworpen aan Kedah en is ook niet apart weergegeven. De semi-autonome stadstaten van Lanna (Chiang Rai, Lampang, Lamphun, Mae Hong Son, Nan en Phrae) zijn ook niet apart vermeld.
| Korte landsnaam (Nederlands) | Status                                                                                    | Korte landsnaam (oorspronkelijke taal/talen)       |
| ---------------------------- | ----------------------------------------------------------------------------------------- | -------------------------------------------------- |
| Cambodja                     | Vazalstaat: Koninkrijk Cambodja                                                           | Khmer: Kampuchéa / កម្ពុជា Siamees: Kạmphūchā / กัมพูชา |
| Kedah                        | Vazalstaat: Sultanaat Kedah                                                               | Maleis: Kedah / قدح Siamees: Syburi / ไทรบุรี        |
| Lanna                        | Vazalstaat: Land van een Miljoen Rijstvelden (Koninkrijk Lanna / Koninkrijk Chiangmai)    | Lanna en Siamees: อาณาจักรล้านนา                     |
| Luang Prabang                | Vazalstaat: Land van een Miljoen Olifanten en de Witte Parasol (Koninkrijk Luang Prabang) | Laotiaans: Luang Phabang / ຫຼວງພະບາງ Siamees:       |
| Xhieng Khuang                | Vazalstaat: Koninkrijk Xhieng Khuang (ook wel: Muang Phuan)                               | Laotiaans: Siamees:                                |

### Siciliaanse (Napolitaanse) niet-onafhankelijke gebieden
| Korte landsnaam (Nederlands) | Status | Korte landsnaam (oorspronkelijke taal/talen) |
| ---------------------------- | --- | -------------------------------------------- |
| Malta                        | Vazalstaat bestuurd door de Soevereine Militaire Hospitaal Orde van Sint Jan van Jeruzalem, van Rhodos en van Malta | Italiaans en Maltees: Malta                  |
| Piombino                     | Vorstendom Piombino, onder Siciliaanse (Napolitaanse) suzereiniteit en in naam een deel van het Heilige Roomse Rijk | Italiaans: Piombino                          |
| Sora                         | Vazalstaat: Hertogdom Sora                                                                                          | Italiaans: Sora                              |
| Stato dei Presidi            | Bezit | Italiaans: Stato dei Presidi                 |

### Spaanse niet-onafhankelijke gebieden
| Korte landsnaam (Nederlands) | Status | Korte landsnaam (oorspronkelijke taal/talen) |
| ---------------------------- | --- | -------------------------------------------- |
| Nieuw-Granada                | Onderkoninkrijk | Spaans: Nueva Granada                        |
| Nieuw-Spanje                 | Onderkoninkrijk | Spaans: Nueva España                         |
| Parma                        | Hertogdom Parma, Piacenza en Guastalla: eigendom van het Huis Bourbon-Parma en in naam onderdeel van het Heilige Roomse Rijk | Italiaans: Parma                             |
| Peru                         | Onderkoninkrijk | Spaans: Perú                                 |
| Río de la Plata              | Onderkoninkrijk | Spaans: Río de la Plata                      |

### Venetiaanse niet-onafhankelijke gebieden
De Republiek Venetië omvatte naast de Dogado (het eigenlijke Venetië) ook de Domini di Terraferma (het achterland ten noorden van de stad Venetië) en de Stato da Màr (de overzeese bezittingen). De Stato da Màr omvatte Venetiaans-Istrië, Venetiaans-Dalmatië, Venetiaans-Albanië en de Ionische Eilanden.
| Korte landsnaam (Nederlands) | Status         | Korte landsnaam (oorspronkelijke taal/talen) |
| ---------------------------- | -------------- | -------------------------------------------- |
| Domini di Terraferma         | Domein         | Venetiaans: Domini di Terraferma             |
| Stato da Màr                 | Overzees bezit | Venetiaans: Stato da Màr                     |

### Vietnamese niet-onafhankelijke gebieden
| Korte landsnaam (Nederlands) | Status                        | Korte landsnaam (oorspronkelijke taal/talen) |
| ---------------------------- | ----------------------------- | -------------------------------------------- |
| Champa                       | Vazalstaat: Koninkrijk Champa | Vietnamees: Cham Pa                          |

### Zweedse niet-onafhankelijke gebieden
| Korte landsnaam (Nederlands) | Status                                  | Korte landsnaam (oorspronkelijke taal/talen)      |
| ---------------------------- | --------------------------------------- | ------------------------------------------------- |
| Wismar                       | Zweeds bezit in het Heilige Roomse Rijk | Duits en Zweeds: Wismar                           |
| Zweeds-Pommeren              | Zweeds bezit in het Heilige Roomse Rijk | Duits: Schwedisch Pommern Zweeds: Svenska Pommern |

### Zwitserse niet-onafhankelijke gebieden
| Korte landsnaam (Nederlands) | Status                                                                                        | Korte landsnaam (oorspronkelijke taal/talen) |
| ---------------------------- | --------------------------------------------------------------------------------------------- | -------------------------------------------- |
| Bellelay                     | Protectoraat van Bern, Biel en Solothurn en rijksabdij van het Heilige Roomse Rijk            | Frans: Bellelay                              |
| Einsiedeln                   | Protectoraat van Schwyz en rijksabdij van het Heilige Roomse Rijk                             | Duits: Einsiedeln                            |
| Baden                        | Condominium van Zürich, Bern en Glarus                                                        | Duits: Baden                                 |
| Bellinzona                   | Condominium van Uri, Schwyz en Nidwalden                                                      | Italiaans: Bellinzona                        |
| Blenio                       | Condominium van Uri, Schwyz en Nidwalden                                                      | Italiaans: Blenio                            |
| Engelberg                    | Protectoraat van Schwyz, Uri, Luzern en Unterwalden en rijksabdij van het Heilige Roomse Rijk | Duits: Engelberg                             |
| Gersau                       | Republiek Gersau: protectoraat van Schwyz, Uri, Luzern en Unterwalden                         | Duits: Gersau                                |
| Grandson                     | Condominium van Bern en Fribourg                                                              | Frans: Grandson                              |
| Grasburg                     | Condominium van Bern en Fribourg                                                              | Duits: Grasburg / Schwarzenburg              |
| Hohensax                     | Condominium van Glarus en Schwyz                                                              | Duits: Hohensax                              |
| La Neuveville                | Protectoraat van Bern en het Prinsbisdom Bazel (deel Heilige Roomse Rijk)                     | Frans: La Neuveville                         |
| La Riviera                   | Condominium van Uri, Schwyz en Nidwalden                                                      | Italiaans: La Riviera                        |
| Leventina                    | Bezitting van Uri                                                                             | Italiaans: Leventina                         |
| Locarno                      | Condominium van diverse kantons                                                               | Italiaans: Locarno                           |
| Lugano                       | Condominium van diverse kantons                                                               | Italiaans: Lugano                            |
| Mendrisio                    | Condominium van diverse kantons                                                               | Italiaans: Mendrisio                         |
| Moutier-Grandval             | Protectoraat van Bern en het Prinsbisdom Bazel en rijksabdij van het Heilige Roomse Rijk      | Frans: Moutier-Grandval                      |
| Murten                       | Condominium van Bern en Fribourg                                                              | Duits: Murten Frans: Morat                   |
| Oberen Freie Ämter           | Condominium van diverse kantons                                                               | Duits: Oberen Freie Ämter                    |
| Orbe en Echallens            | Condominium van Bern en Fribourg                                                              | Frans: Orbe et Echallens                     |
| Rapperswil                   | Protectoraat van Zürich, Bern en Glarus                                                       | Duits: Rapperswil                            |
| Rheintal                     | Condominium van diverse Zwitserse kantons                                                     | Duits: Rheintal                              |
| Sargans                      | Condominium van diverse Zwitserse kantons en graafschap van het Heilige Roomse Rijk           | Duits: Sargans                               |
| Tessenberg                   | Condominium van Bern en het Prinsbisdom Bazel (deel Heilige Roomse Rijk)                      | Duits: Tessenberg Frans: Montagne de Diesse  |
| Thurgau                      | Condominium van diverse kantons                                                               | Duits: Thurgau                               |
| Unteren Freie Ämter          | Condominium van diverse kantons                                                               | Duits: Unteren Freie Ämter                   |
| Urseren                      | Bezitting van Uri                                                                             | Duits: Urseren                               |
| Uznach                       | Condominium van Glarus en Schwyz                                                              | Duits: Uznach                                |
| Vallemaggia                  | Condominium van diverse kantons                                                               | Italiaans: Vallemaggia                       |
| Windegg                      | Condominium van Glarus en Schwyz                                                              | Duits: Windegg / Gaster                      |